# Szarajevó ostroma
Szarajevó ostroma (szerbhorvátul: Opsada Sarajeva) Szarajevónak, Bosznia-Hercegovina fővárosának elhúzódó blokádja volt a boszniai háború alatt. Miután kezdetben a Jugoszláv Néphadsereg erői ostromolták a várost, 1992. április 5. és 1996. február 29. között (1425 napig) a Bosznia-hercegovinai Szerb Köztársaság hadserege vette át a támadó hadműveletet. Az ostrom háromszor tovább tartott, mint a sztálingrádi csata, több mint egy évvel tovább, mint Leningrád ostroma, egyben ez volt a leghosszabb fővárosi ostrom a modern hadviselés történetében.
Amikor Bosznia-Hercegovina az 1992-es boszniai függetlenségi népszavazás után kikiáltotta függetlenségét Jugoszláviától, a boszniai szerbek – akiknek stratégiai célja egy új boszniai szerb állam, a Bosznia-hercegovinai Szerb Köztársaság (RS) létrehozása volt, amely magában foglalta volna a bosnyák többségű területeket is, a környező dombokon állomásozó 13 000 fős katonai erővel bekerítették Szarajevót. Innen tüzérséggel, tankokkal és kézi lőfegyverekkel lőtték a várost. 1992. május 2-tól a szerbek teljesen blokád alá vették a várost. A boszniai kormány védelmi erői (ARBiH) az ostromlott városban állomásozó mintegy 70 000 katona gyengén volt felszerelve, és nem tudta megtörni az ostromot.
Az ostrom során összesen 13 952 ember, köztük 5434 civil vesztette életét. Az ARBiH soraiból 6137 katona halt meg, míg a boszniai szerb katonai áldozatok száma 2241 volt. Az 1991-es népszámlálás alapján az ostrom előtt a városban és környékén összesen 525 980 lakos élt. Egyes becslések szerint a város teljes lakossága az ostrom előtt 435 000 volt. A becslések szerint Szarajevó lakossága az ostrom után 300 000 és 380 000 között mozgott. Szarajevó lakossága az ostrom bizonyos szakaszaiban akár hat hónapig is kibírta gáz-, áram- és vízellátás nélkül. A háború után a volt Jugoszláviával foglalkozó Nemzetközi Törvényszék (ICTY) az ostrom során elkövetett számos emberiesség elleni bűncselekmény miatt, beleértve a terrorizmust is, négy szerbet ítélt el. Stanislav Galićot életfogytiglani, Dragomir Miloševićet pedig 29 év börtönbüntetésre ítélték. Feletteseiket, Radovan Karadžićot és Ratko Mladićot szintén elítélték, és életfogytiglani börtönbüntetést kaptak.

## Előzmények
A Jugoszláv Szocialista Szövetségi Köztársaság kormánya a második világháború utáni megalakulásától egészen 1991-ben és 1992-ben bekövetkezett felbomlásáig elnyomta az ország lakosságát alkotó számos etnikai és vallási csoportban meglévő nacionalista érzelmeket, és ez a politika sokáig megakadályozta a káosz kialakulását és az állam felbomlását. Amikor 1980-ban meghalt Jugoszlávia addigi vezetője, Josip Broz Tito marsall, a jugoszláv politika drámai pálforduláson ment keresztül. A következő évtizedben, miután Koszovóban kirobbant az etnikai eredetű erőszak, reneszánszát élte a nacionalizmus. Míg a szerb nacionalisták célja a szerbek által uralt Jugoszlávia centralizálása volt, addig Jugoszláviában más nemzetiségek föderalizációra és az állam decentralizálására törekedtek.
Bosznia-Hercegovinában az első többpárti parlamenti választást 1990. november 18-án tartották (a második fordulót november 25-én). Ennek eredményeként a nemzetgyűlésben három etnikai alapú párt került többségbe, amelyek a kommunisták hatalomból való kiszorítására laza koalíciót alkottak. Horvátország és Szlovénia függetlenségének kikiáltása és az azt követő háborús események kellemetlen helyzetbe hozták Bosznia-Hercegovinát és annak három államalkotó népét. Hamarosan jelentős megosztottság alakult ki abban a kérdésben, hogy a jugoszláv föderációnál maradjanak (amelyet túlnyomórészt a szerbek részesítettek előnyben), vagy a függetlenségre törekedjenek (ezt szerette volna a bosnyákok és horvátok túlnyomó többsége). A főként Szerb Demokrata Párt (SDP) tagjaiból álló szerb parlamenti képviselők elhagyták a szarajevói központi parlamentet, és 1991. október 24-én megalakították a Bosznia-Hercegovinai Szerb Népgyűlést, ami az 1990-es választások után kormányzó háromnemzetiségű koalíció végét jelentette. Ez a közgyűlés 1992. január 9-én létrehozta a Bosznia-Hercegovinai Szerb Köztársaságot, amelynek neve 1992 augusztusában a Bosznia-hercegovinai Szerb Köztársaság lett.
1990 során a jugoszláv állambiztonsági adminisztráció (SDB vagy SDS) és a Jugoszláv Néphadsereg (JNA) szerb tisztjeinek egy csoportja kidolgozta a RAM-tervet azzal a céllal, hogy Szerbián kívüli szerbeket beszervezve, megszilárdítsák az új SDP feletti ellenőrzést, és fegyvereket, valamint lőszereket helyezzenek készenlétbe. A terv egy harmadik Jugoszlávia kereteit kívánta előkészíteni, amelyben minden szerb az általa lakta a területtel együtt, egy közös államban élne. 1991. október 15-én Bosznia-Hercegovina kormánya sietve kiáltotta ki függetlenségét Jugoszláviától, majd röviddel ezután a boszniai szerbek megalapították a Szerb Nemzetgyűlést. A boszniai szuverenitás kinyilvánítását 1992. február 29-én és március 1-jén népszavazás követte a függetlenségről, amelyet a szerbek túlnyomó többsége bojkottált. A népszavazáson a részvételi arány 63,4% volt, és a választók 99,7%-a a függetlenséget választotta.

## Az ostrom lefolyása

### 1992

#### A háború kitörése

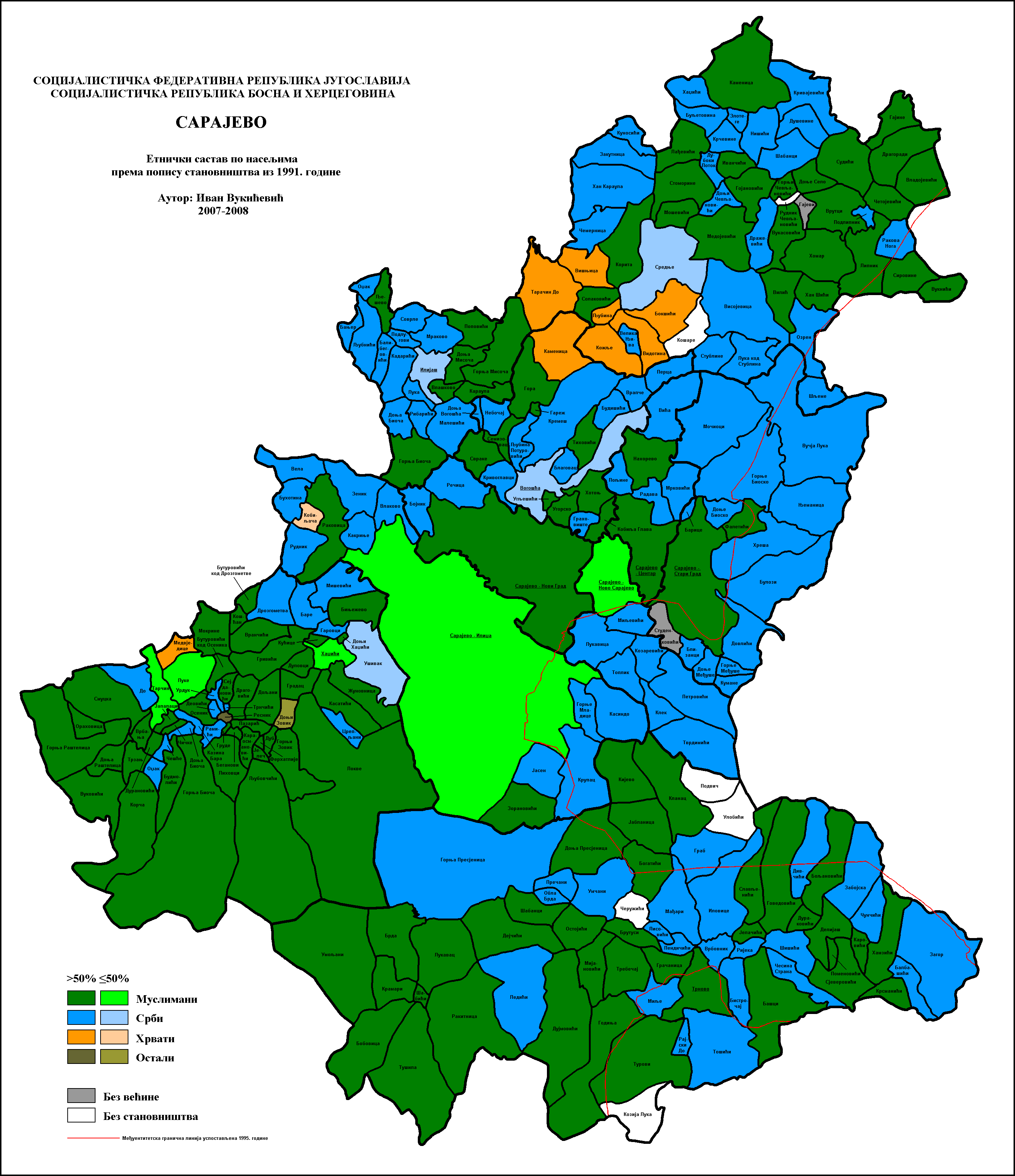
Szarajevó és környékének etnikai térképe a háború előtt, 1991-ben (zölddel a bosnyák, kékkel a szerb, sárgával a horvát többségű területek)

Az erőszak már a népszavazás alatt és után is sok helyen kitört. Március 1-jén a Szarajevó történelmi központjában levő, többségben bosnyákok lakta Baščaršijában egy bosnyák fegyveres tüzet nyitott egy boszniai szerb esküvői menetre. A menetben szerb zászlókat vittek és lengettek, amit a függetlenséget leginkább támogató bosnyákok szándékos provokációként értelmeztek. A vőlegény apját megölték, egy ortodox papot pedig megsebesítettek. A szemtanúk egy része a lövöldözőt egy Ramiz Delalić nevű bosnyák gengszterként azonosította, aki a kommunizmus összeomlása óta egyre provokatívabbá vált. Elfogatóparancsot adtak ki ellene és egy másik támadó ellen, de a szarajevói rendőrség kevés erőfeszítést tett az elfogásukra. A gyilkosságot az SDS elítélte, és azzal vádolta az SDA-t és a kormányt, hogy részt vett a lövöldözés megszervezésében, amit az is bizonyít, hogy nem tartóztatták le a gyanúsítottakat. Az SDS szóvivője azt állította, hogy az esküvői merénylet bizonyítéka volt annak a halálos veszélynek, amelynek a szerbek ki vannak téve egy független Boszniában. Ezt a kijelentést a Hazafias Liga alapítója, Sefer Halilović elutasította, és kijelentette, hogy a felvonulás nem esküvő volt, hanem provokációnak szánták.
Március 2-án a szarajevói parlament épülete közelében a szerb félkatonai csoportok barikádokat állítottak fel és mesterlövészeket állítottak, de puccsukat több ezer szarajevói polgár megakadályozta, akik az utcára vonultak és a mesterlövészek elé álltak. A felfegyverzett bosnyákok, akiket „zöldsapkásoknak” neveztek, szintén barikádokat emeltek Szarajevóban és környékén. További barikádok jelentek meg Banja Luka közelében, Dobojban pedig fegyveres szerbek egy autóst öltek meg. A nap végére a harcokban tizenkét ember vesztette életét. Miután 1992. március 3-án Bosznia-Hercegovina hivatalosan is kikiáltotta függetlenségét Jugoszláviától, szerte a területen szórványos harcok törtek ki a szerbek és a kormányerők között, mely Bosznia-Hercegovina független államként való elismeréséig folytatódott.

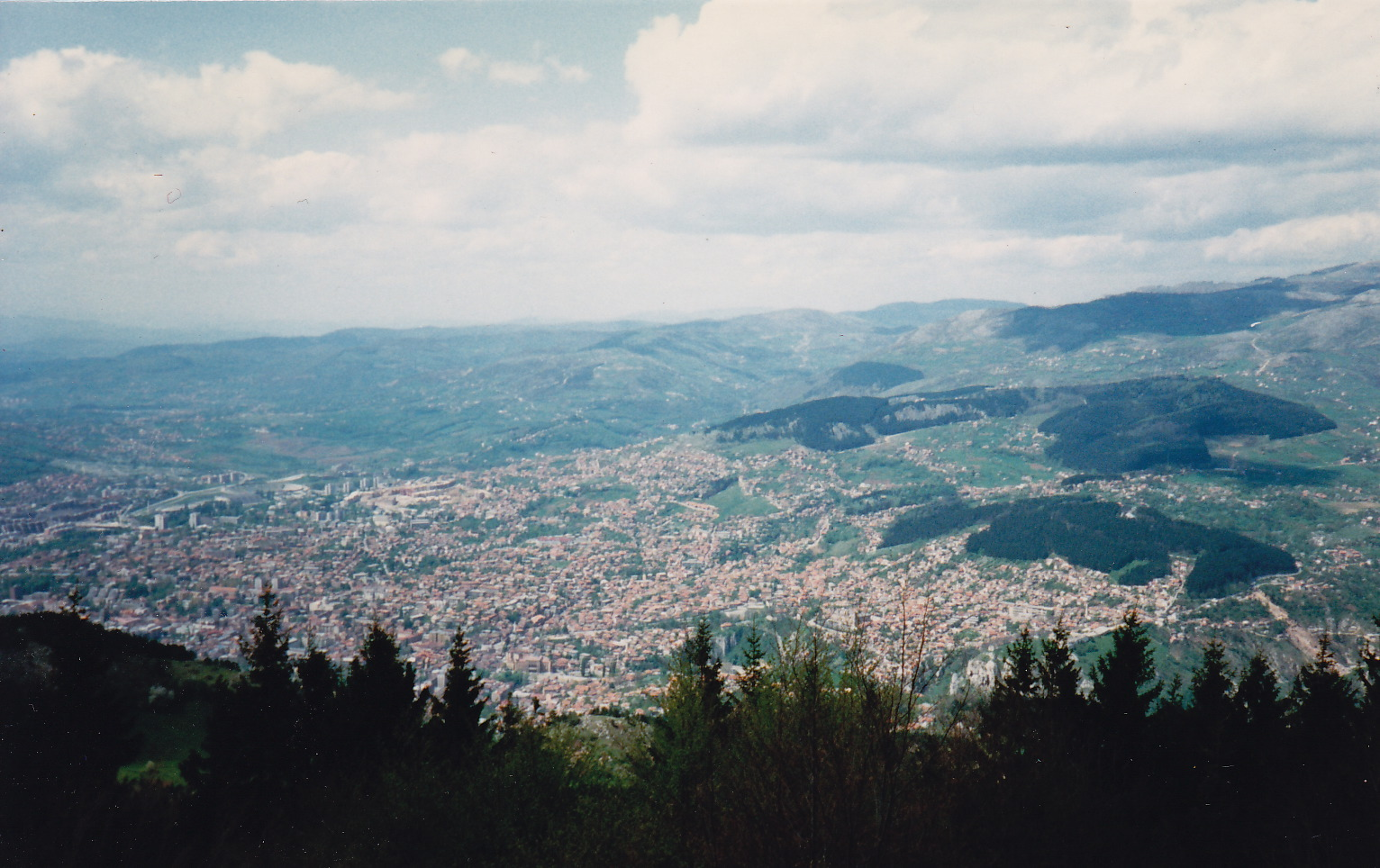
Szarajevó látképe a Trebević-hegyről 1987-ben

Március 3-án Alija Izetbegović boszniai elnök azt állította, hogy palei szerbek vonulnak fel Szarajevó felé. Bosanski Brod városában hamarosan harcok törtek ki. Március 26-án a Brod melletti Sijekovac faluban tizenegy szerbet öltek meg, és az SDS azt állította, hogy egy horvát-bosnyák milícia mészárolta le őket. A várost a JNA és a szerb félkatonai csapatok március 29-én ostromolták és ágyúzták. További összecsapások voltak Bijeljinában, amelyet a Szerb Önkéntes Gárda által vezetett szerb haderő támadott meg. Április 4-én, amint napvilágot láttak a bijeljinai gyilkosságokról szóló információk, a boszniai kormány általános mozgósítási felhívást tett közzé. Az SDS azt válaszolta, hogy ez a felhívás egy lépéssel közelebb hozta Szarajevót a háborúhoz.
1992. április 4-én, amikor Izetbegović minden szarajevói tartalékost és rendőrt mozgósításra utasított, az SDS pedig a város szerbjeinek evakuálására szólított fel, „határozott szakadás következett be a boszniai kormány és a szerbek között”. Másnap szerb nemzetiségű rendőrök rendőrőrsöket és egy belügyminisztériumi gyakorlóiskolát támadtak meg a városban. A támadásban két tiszt és egy civil vesztette életét. A bosznia-hercegovinai elnökség a következő napon rendkívüli állapotot hirdetett. Később, de még aznap a szarajevói szerb félkatonai csapatok megismételték előző havi akciójukat. A tiltakozásul felvonult, az összes etnikai csoportot magában foglaló békemenetben 50 000 és 100 000 közötti tömeg vett részt. Amikor hatalmas tömeg egy barikádhoz közeledett, a szerb erők megöltek egy tüntetőt. Hat szerb mesterlövészt letartóztattak, de kicserélték őket, amikor a szerbek megöléssel fenyegették a boszniai rendőrakadémia előző nap letartóztatott parancsnokát. Bosznia-Hercegovina 1992. április 6-án megkapta a nemzetközi diplomáciai elismerést. A legelterjedtebb nézet szerint ezen a napon kezdődött el a tényleges háború.

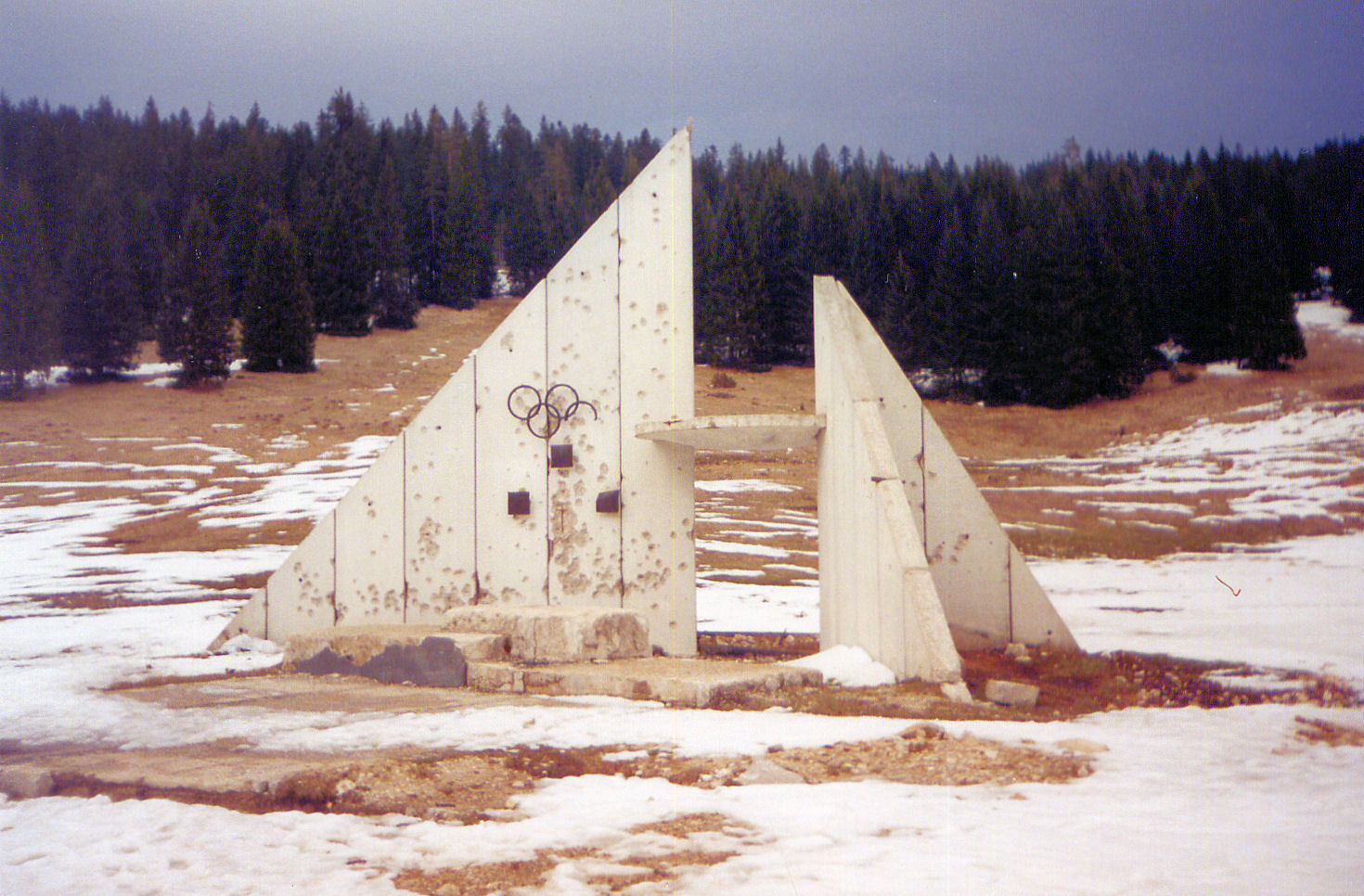
Az 1984-es Szarajevói Téli Olimpia szétlőtt emlékműve

Április 6-án a szerb erők megkezdték Szarajevó ágyúzását, majd a következő két napban Szerbiából átkeltek a Drinán, és megostromolták a bosnyák többségű Zvornikot, Višegradot és Fočát. Április közepére egész Bosznia lángokba borult, bár voltak erőfeszítések az erőszak megállítására. Április 27-én a boszniai kormány elrendelte a JNA polgári ellenőrzés alá helyezését vagy kiutasítását, amit május elején a két fél közötti konfliktusok sorozata követett. Május 2-án a zöldsapkások és a helyi fegyveresek visszavertek egy szervezetlen szerb támadást, amelynek célja Szarajevó kettévágása volt. Május 3-án Izetbegovićot a szarajevói repülőtéren a JNA tisztjei elrabolták, és fogságát arra használták fel, hogy a JNA csapatai biztonságosan átjussanak Szarajevó belvárosából. A bosnyák erők azonban megszegték a megállapodást, és lesből megtámadták a távozó JNA konvojt, ami mindkét oldalon veszteségeket okozott. Május 18-án tűzszünetet és megállapodást írtak alá a JNA egységek kivonásáról, míg május 20-án a boszniai elnökség a JNA-t megszálló erővé nyilvánította. A JNA aknavetőkkel, tüzérséggel és harckocsitűzzel támadta meg a minisztérium Vracai Kiképző Akadémiáját, a központi villamosállomást és az óvárosi negyedet. A boszniai kormány azt várta a nemzetközi közösségtől, hogy a diplomáciai elismerést követően békefenntartó erőket telepít be, de ez nem valósult meg időben, hogy megakadályozza a háború kitörését az egész országban.
A boszniai szerbek és a JNA csapatai keleten megkezdték a bosnyák civilek elleni támadásokat és lerohanták a rosszul felszerelt és felkészületlen boszniai biztonsági erőket, hogy átvegyék az ellenőrzést az ország nagy területei felett. A szerb katonai, rendőri és félkatonai erők városokat és falvakat támadtak meg, majd – időnként a helyi szerb lakosok segítségével – alkalmazni kezdték a hamarosan szokásos gyakorlattá váló eljárást: a bosnyákok házait és lakásait szisztematikusan feldúlták vagy felégették; a civileket összeszedték, néhányukat megverték vagy megölték; és a férfiakat elválasztották a nőktől. Sok férfit erőszakkal fogolytáborokba szállítottak. A nőket borzalmas higiéniai körülmények között tartották fogva, és számos súlyos bántalmazást szenvedtek el. Sokakat többször is megerőszakoltak. A túlélők azt vallották, hogy a szerb katonák és rendőrök felkeresik a fogolytáborokat, kiválasztanak egy vagy több nőt, majd kiviszik és megerőszakolják őket. Április 22-én a Köztársasági Nemzetgyűlés épülete előtt tartott béketüntetést a közeli Holiday Inn épületéből érkező lövések szakították félbe. Április végére nagyjából kialakultak az ostrom alatt megszokott viszonyok. A szerbek lakta szarajevói Ilidža külvárosban heves harcok zajlottak az egyik oldalon a helyi szerb erők, a másik oldalon pedig a különböző bosnyák erők között. A helyi szerbek hamarosan megalakították az Ilidža-dandárt, amely a VRS Szarajevó-Románia hadtestének része lett.

#### Kezdeti harcok a város ellenőrzéséért

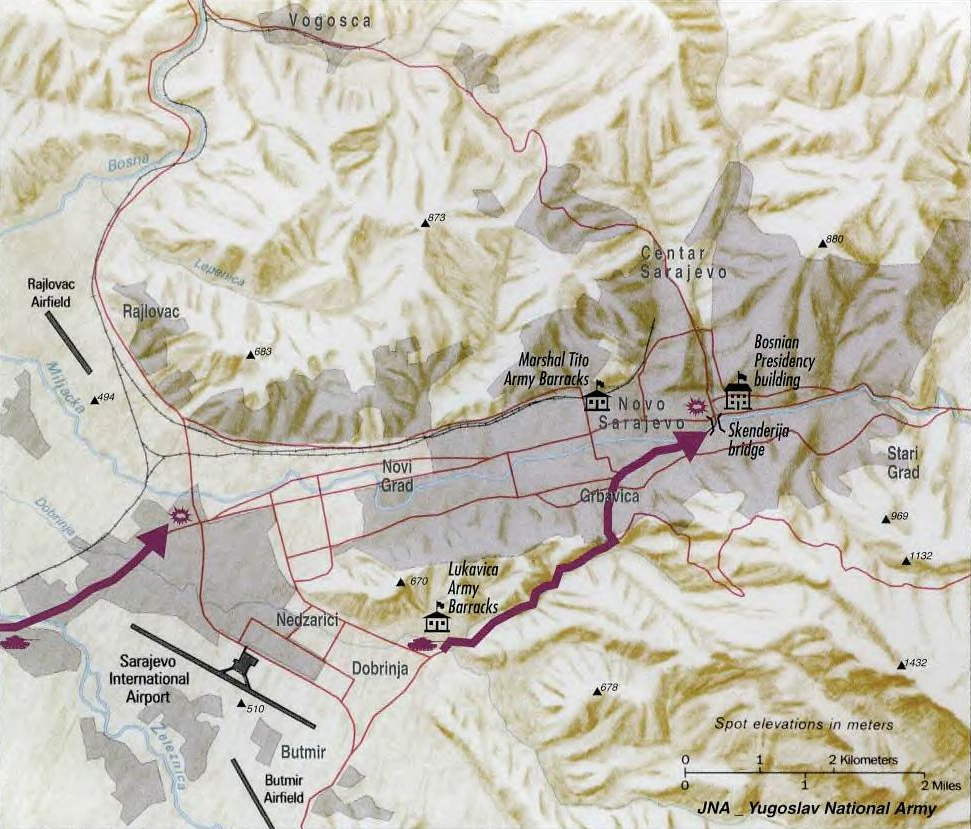
A CIA térképe az 1992. május 2-iki JNA támadásról

A háborút megelőző hónapokban a régió JNA-erői mozgolódni kezdtek a Szarajevót körülvevő dombokon. Lövegeivel és felszereléseikkel együtt, amelyek kulcsfontosságúak lesznek a város közelgő ostromában, ekkor telepítették ide a tüzérséget. 1992 áprilisában az Izetbegović vezette boszniai kormány követelte a jugoszláv kormánytól, hogy távolítsa el ezeket az erőket, de Slobodan Milošević, Szerbia elnöke csak a Bosznia határain kívülről érkezett személyek visszavonását vállalta, elenyésző számban. A JNA boszniai szerb katonáit áthelyezték a VRS-be. A VRS néhány nappal Bosznia Jugoszláviából való kiválása után, Ratko Mladić tábornok parancsnoksága alatt, semmissé nyilvánította a bosnyák kormány iránti hűségesküjét. 1992 májusában a JNA Szarajevóban állomásozó egységeit ismételten támadás érte. Május 2-án a zöldsapkásokból és a Hazafias Ligából álló bosnyák erők a Vojvode Stepe utcában tüzet nyitottak egy nyolc JNA MEDEVAC járműből álló egészségügyi katonai menetoszlopra  A támadás hatására a JNA a Lukavica körzetben szerbek által birtokolt állásokba vonult vissza. 1992. május 2-án a boszniai szerb erők teljes blokádot vezettek be a város ellen. Elzárták a főbb bekötőutakat, megszakították az élelmiszer- és gyógyszerellátást, és a város közműveket (pl. víz, villany és fűtés) is elzárták. Jóllehet kiváló fegyverzettel rendelkeztek, a várost védő ARBiH katonák nagymértékben felülmúlták őket. Miután számos JNA páncélososzlopnak nem sikerült bevennie a várost, a szerbek erőfeszítéseiket annak gyengítésére összpontosították, és legalább 200 megerősített állásból és a környező dombokon lévő bunkerekből folyamatosan bombázták.

Szarajevó térképe az ostrom idején (vörössel a szerbek által ellenőrzött területek) a repülőtérrel és az alatta ásott alagúttal

1992. május 3-án az ARBiH tagjai a szarajevói Dobrovoljačka utcában megtámadták a kivonuló JNA katonákból álló konvojt. A támadás vélhetően megtorlásul szolgált Izetbegović letartóztatásáért, akit előző nap a szarajevói repülőtéren vett őrizetbe a jugoszláv rendőrség. A támadás úgy kezdődött, hogy egy autó belehajtott a konvojba, mellyel a konvojt szétválasztották. Ezután néhány percig a konvojban és környékén szórványos és szervezetlen lövöldözés zajlott. Az incidensben a különböző és ellentmondó források szerint legkevesebb 6, maximum 42 katona vesztette életét. Milutin Kukanjac tábornok, a szarajevói JNA parancsnoka szerint a Dobrovoljačka utcában 4 tiszt, egy katona és egy civil vesztette életét a támadásban. Lewis MacKenzie tábornok, az ENSZ szarajevói békefenntartóinak parancsnoka, aki ugyancsak a konvojban volt, így írta le a látottakat: „Láttam, ahogy a területvédelmi katonák a konvoj részét képező civilek autóinak ablakain keresztül dugták ki a puskákat, és lőttek. […] Láttam, hogy vér folyik le a szélvédőkön. Határozottan ez volt életem legrosszabb napja.”  A „Jugoszlávia halála” című dokumentumfilmben Lewis MacKenzie leírta, hogyan szakadt ketté a konvoj: „Azt hiszem, egy vörös Volkswagen érkezett, áthajtott a kereszteződésen, és elzárva [az utat] kettéosztotta a konvojt." Jovan Divijak tábornok, a szarajevói ARBiH parancsnoka megpróbálta megállítani a lövöldözést és megnyugtatni a feleket.
A háború új szakaszában hozták létre a Boszniai Szerb Köztársaság hadseregét, Ratko Mladić tábornok parancsnoksága alatt. A május 24-iki, 26-iki, 28-iki és 29-iki szarajevói ágyúzásokat Butrosz-Gáli ENSZ- főtitkár Mladićnak tulajdonította. A város május 27-iki ágyúzásának polgári áldozatai nyugati beavatkozáshoz vezettek, az Egyesült Nemzetek Biztonsági Tanácsának 757. számú határozata alapján május 30-án bevezetett szankciók formájában. Ugyanezen a napon a bosnyák erők megtámadták a JNA laktanyát a városban, amit heves ágyúzások követtek. Június 5-én és 6-án heves utcai harcok és ágyúzások során a JNA utolsó tagja is elhagyta a várost. A június 20-iki tűzszünet, amelyet azért kötöttek, hogy az ENSZ átvegye a szarajevói repülőteret humanitárius repülések céljára megszakadt, mivel mindkét fél a város és a repülőtér közötti terület ellenőrzéséért küzdött. A repülőtéri válság Butrosz-Gáli június 26-iki ultimátumához vezetett, miszerint a szerbek állítsák le a város elleni támadásokat, engedjék meg, hogy az ENSZ átvegye az irányítást a repülőtér felett, nehézfegyvereiket pedig helyezzék az ENSZ felügyelete alá. Eközben a média arról számolt be, hogy Bush elnök fontolóra vette az erő alkalmazását Boszniában. Mitterrand francia elnök június 28–29-én Szarajevóba látogatott. Június 29-én a szerbek zökkenőmentesen  átadták a repülőteret az UNPROFOR-nak. A médiában látott, az orvlövészetről és az ágyúzásról szóló tudósítások nyomán a világ közvéleménye „határozottan és végérvényesen a szerbek ellen fordult”. Augusztus 25. és 26. között a Tomislav Šipčić ezredes parancsnoksága alatt álló szerb állásokból származó ágyútűzben, a szarajevói városháza leégett. 1992. augusztus 30-án egy tüzérségi lövedék Szarajevó nyugati szélén egy zsúfolt piactérre csapódott. Az így létrejött robbanásban 15 ember meghalt és 100 ember megsebesült.

### 1993

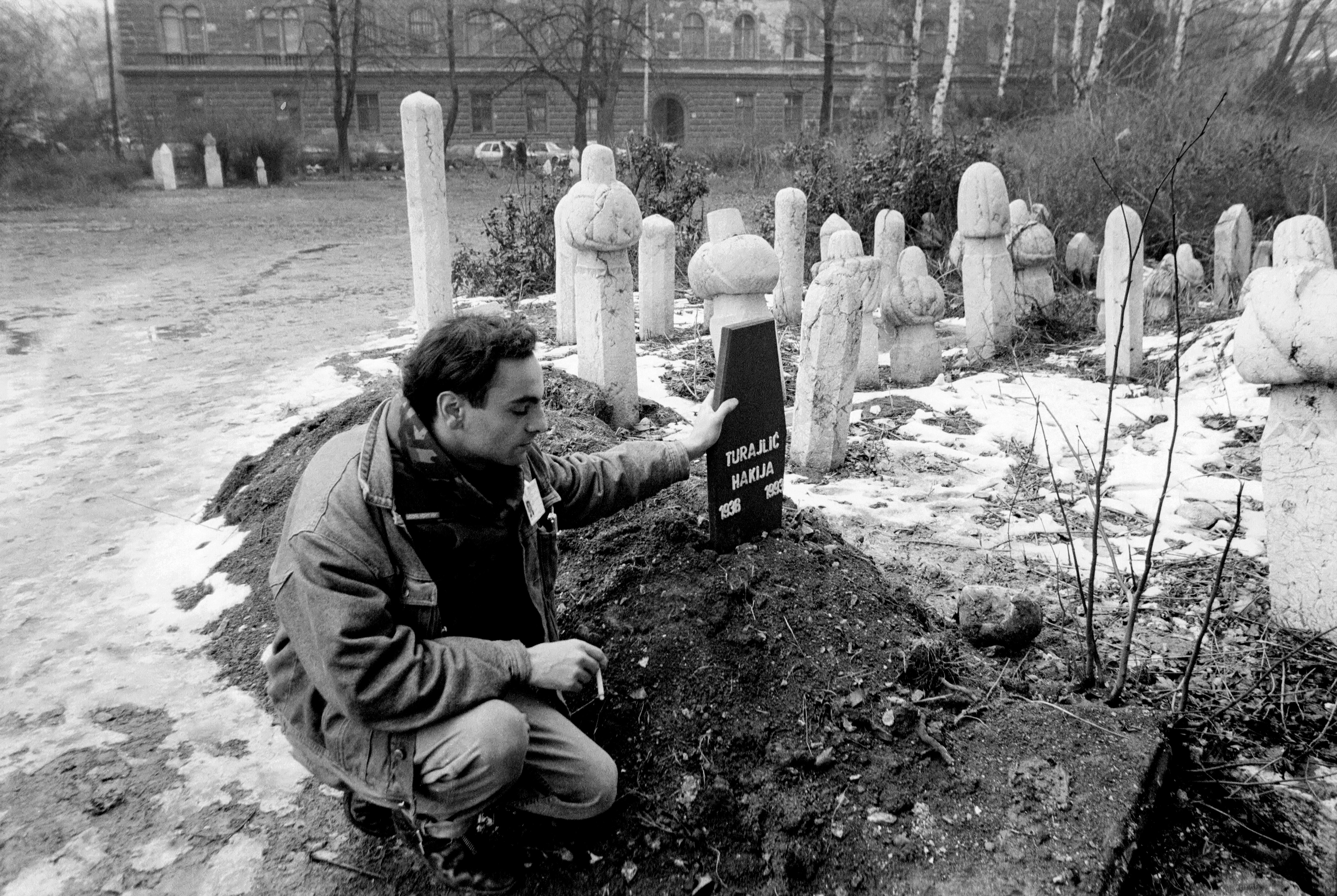
Robert Dulmers holland újságíró Hakija Turajlić sírjánál a szarajevói Ali Pasa mecsetnél, 1993 márciusában

1993. január 8-án egy boszniai szerb katona meggyilkolta Hakija Turajlićot, Bosznia-Hercegovina miniszterelnök-helyettesét. Turajlić, aki a szarajevói repülőtérre ment, hogy üdvözölje a török delegációt, éppen az ENSZ egyik páncélozott járművével tért vissza a városba, amikor két harckocsiból és 40-50 boszniai szerb katonából álló erők elzárták az utat. A szerbek egy a repülőtéren levő szerb katonai összekötõ tiszt rádiós információi alapján eljárva, miszerint „török harcosok” a bosnyák védők megerősítésére indultak, a páncélozott járművet vezető három francia katonát „török mudzsahedin” szállításával vádolták. Miután egy szerb katonai összekötő tiszt Turajlićként azonosította az utast, a szerbek megparancsolták az ENSZ-katonáknak, hogy őt adják át nekik. Kinyitották a hátsó ajtót, és az egyik szerb automatából hét lövést adott le Turajlićra. Hat golyó találta el a mellkasát és a karját, és azonnal meghalt. Az egyik boszniai szerb katonát, Goran Vasićot vádolták meg Turajlić meggyilkolásával, de végül 2002-ben felmentették e vád alól.
1993. május 6-án az Egyesült Nemzetek Biztonsági Tanácsa 824-es határozata Szarajevót (Žepa, Goražde, Tuzla és Bihács mellett) az ENSZ biztonsági övezetének nyilvánította. Ezeket a városokat és területeket az ENSZ UNPROFOR békefenntartó egységeinek védelme alá helyezték.

### 1994

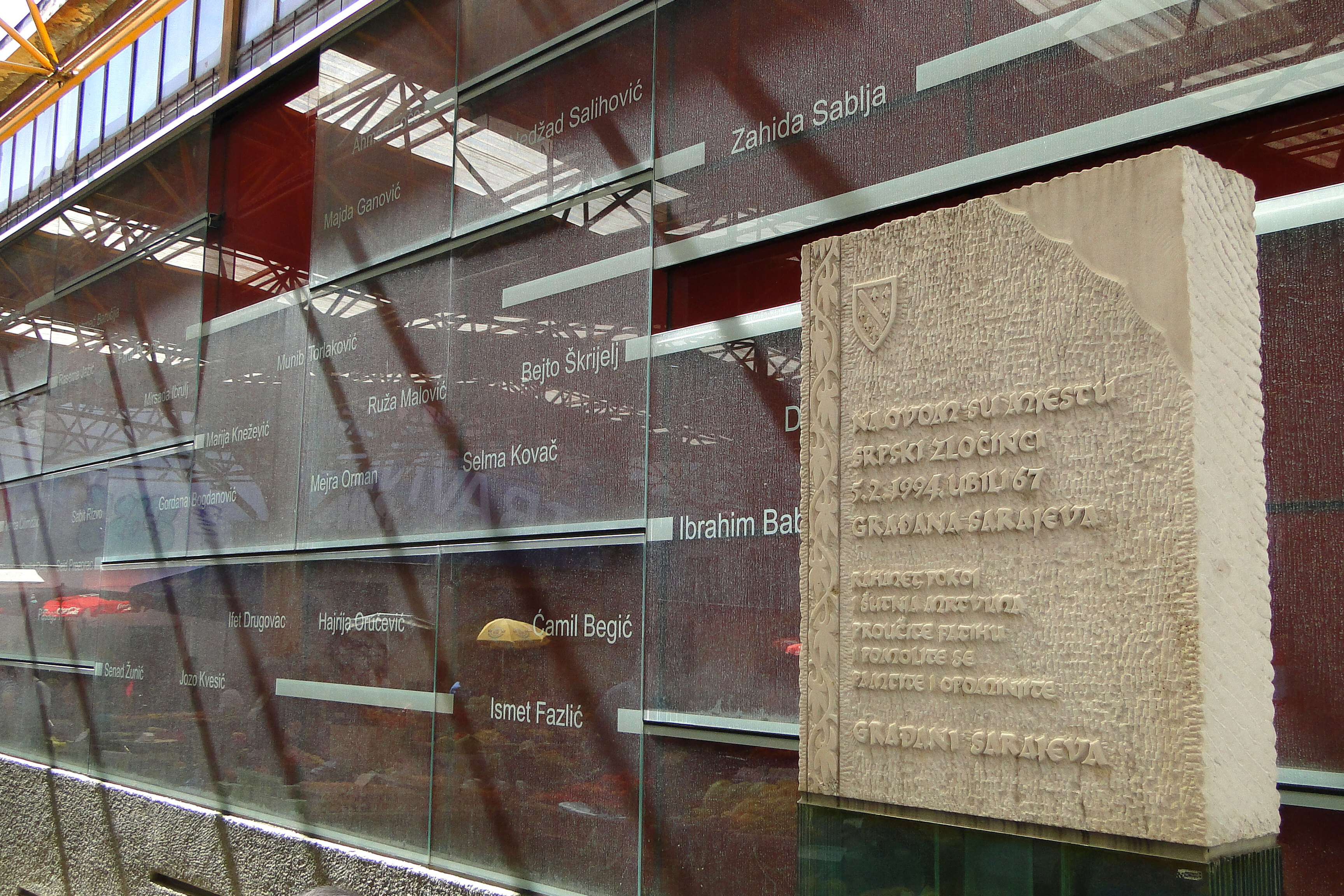
A markalei mészárlás áldozatainak emlékműve

1994. február 5-én 12:10–12:15-kor egy 120 milliméteres aknavető lövedék csapódott be a zsúfolt Markale piactér közepén, és a robbanásban 68-an meghaltak, 144-en pedig megsebesültek. Az elkövetők a Boszniai Szerb Köztársaság hadserege katonái voltak. 2003 decemberében az ICTY elítélte Stanislav Galić boszniai szerb tábornokot, és arra a következtetésre jutott, hogy a Szarajevó környéki szerb erők követték el a mészárlást.
1994 februárjában a NATO nehézfegyverzeti tilalmi zónát hozott létre Szarajevó körül, és számos helyszínen begyűjtötte a fegyvereket. Augusztus 5-én a VRS, egyértelműen megsértve a tilalmi övezetre vonatkozó megállapodást, több fegyvert foglalt le az Illidža fegyverraktárból. A lefoglalás során a szerb erők megsebesítettek egy ukrán UNPROFOR békefenntartót. A támadásra válaszul az ENSZ ismét a NATO légi támogatását kérte. Két amerikai A-10-es repülőgép többször is szerb célpontokat csapott le, mire a szerbek visszavitték a lefoglalt fegyvereket a gyűjtőhelyre.
Szeptember 22-én az UNPROFOR ismét NATO légi támogatást kért Szarajevó térségében, miután a szerb erők megtámadtak egy francia páncélos szállító járművet. Válaszul két brit SEPECAT Jaguar repülőgép egy szerb tank közelében csapott le, és megsemmisítette azt.

### 1995
Június 15. és június 22. között az ARBiH offenzívát indított a szarajevói régióban, hogy megpróbálja visszaszerezni az elveszett területeket a szerbektől. Északon a 16. hadosztály megtámadta a Cemerska-hegységet, és visszafoglalta azt, majd a szerbek támadták meg és foglalták el Cemerska magaslatait az ARBiH-tól. Középen a 12. hadosztály támadta meg Debelo Brdo-i szerb állásokat. Délen a 14. hadosztálynak sikerült visszaszorítania a szerbeket az ún. Vipera útig, és nagy területeket foglalt el az offenzívában.
1995. augusztus 28-án (közép-európai idő szerint) 11:00 körül a szerbek 5 lövedéket lőttek ki a Markale piacra, amelyet a második markalei mészárlásnak neveznek. Az áldozatok száma valamivel kevesebb volt az elsőnél, 43-an haltak meg és 73-an sebesültek meg. Néhány órával a támadás előtt fejezték ki a boszniai szerb hatóságok szándékukat Richard Holbrooke béketervének elfogadására. Az elkövető ismét a Boszniai Szerb Köztársaság hadserege volt.

## A repülőtér szerepe

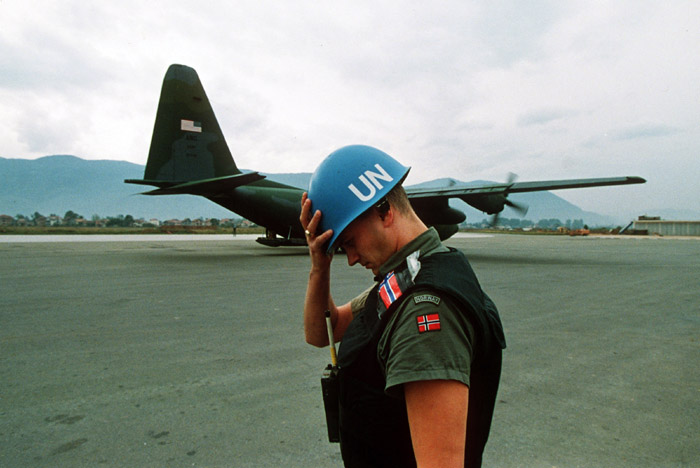
Az UNPROFOR norvég katonája a szarajevói repülőtéren

1992. április 5-én a Jugoszláv Néphadsereg (JNA) egysége, elfoglalta Szarajevó repülőterét, így az Belgrád közvetlen irányítása alatt állt. Ahhoz, hogy a városba a nemzetközi segélyek eljussanak, illetve külföldi küldöttségek látogatást tegyenek a repülőtérnek ENSZ-védelemre volt szüksége. A június 20-iki tűzszünetet azért kötötték, hogy az ENSZ átvehesse a szarajevói repülőterér ellenőrzését a humanitárius repülések céljára, ez azonban átmenetileg megszakadt, mivel mindkét fél a város és a repülőtér közötti terület ellenőrzéséért küzdött.

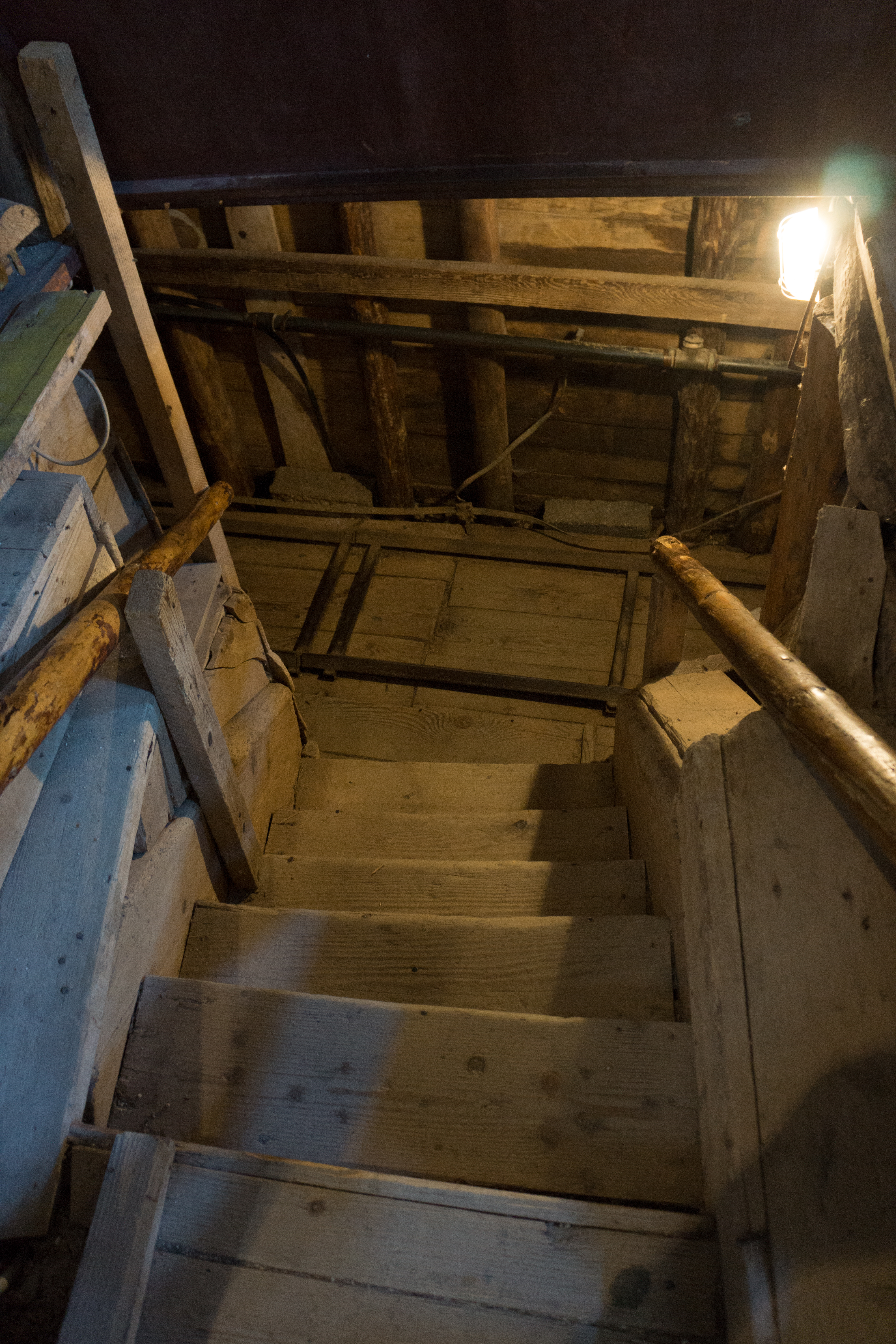
Az alagút lejárata

 A repülőtéri válság Butrosz-Gáli június 26-iki ultimátumához vezetett, miszerint a szerbek állítsák le a város elleni támadásokat, engedjék meg, hogy az ENSZ átvegye az irányítást a repülőtér felett, nehézfegyvereiket pedig helyezzék az ENSZ felügyelete alá. Eközben a média arról számolt be, hogy Bush elnök fontolóra vette az erő alkalmazását Boszniában. Mitterrand francia elnök június 28–29-én Szarajevóba látogatott. Ahhoz, hogy az elnök biztonságban legyen, Lewis MacKenzie ENSZ-tábornok egy tisztet küldött a helyzet kezelésére. Mitterrand elnök azért ment a szarajevói repülőtérre, mert az az ENSZ ellenőrzése alatt állt, miután azt június 29-én a szerbek zökkenőmentesen átadták az UNPROFOR-nak.
Az UNPROFOR újra elindította humanitárius légi szállítási műveleteit, amely 1992 közepétől 1995 elejéig látta el Szarajevót a nagyon szükséges utánpótlással. A repülőtér több mint három év alatt több mint 13 000 repülést irányított. A hidegháborúból ismert nyugat-berlini légifuvarok óta ez volt a legtöbb légi szállítás egy fővárosba. Miközben kihasználták azt a tényt, hogy a repülőtér az UNPROFOR ellenőrzése alatt áll, kifutópálya alatt Szarajevó védői alagutat kezdtek ásni a Dobrinja és Butmir szarajevói negyedek között, mely „Szarajevói alagút” néven lett ismert. A következő három év során ez volt az egyetlen szárazföldi kapcsolat, amelyet az ostromlott Szarajevó a világ többi részével fenntartott. Több száz ember halt meg, miközben átszaladt a leszállópályán, amely az egyetlen ki- és bejárat volt az ostromlott Szarajevóból a szarajevói háborús alagút kiásása előtt.

## A lakosságot ért atrocitások

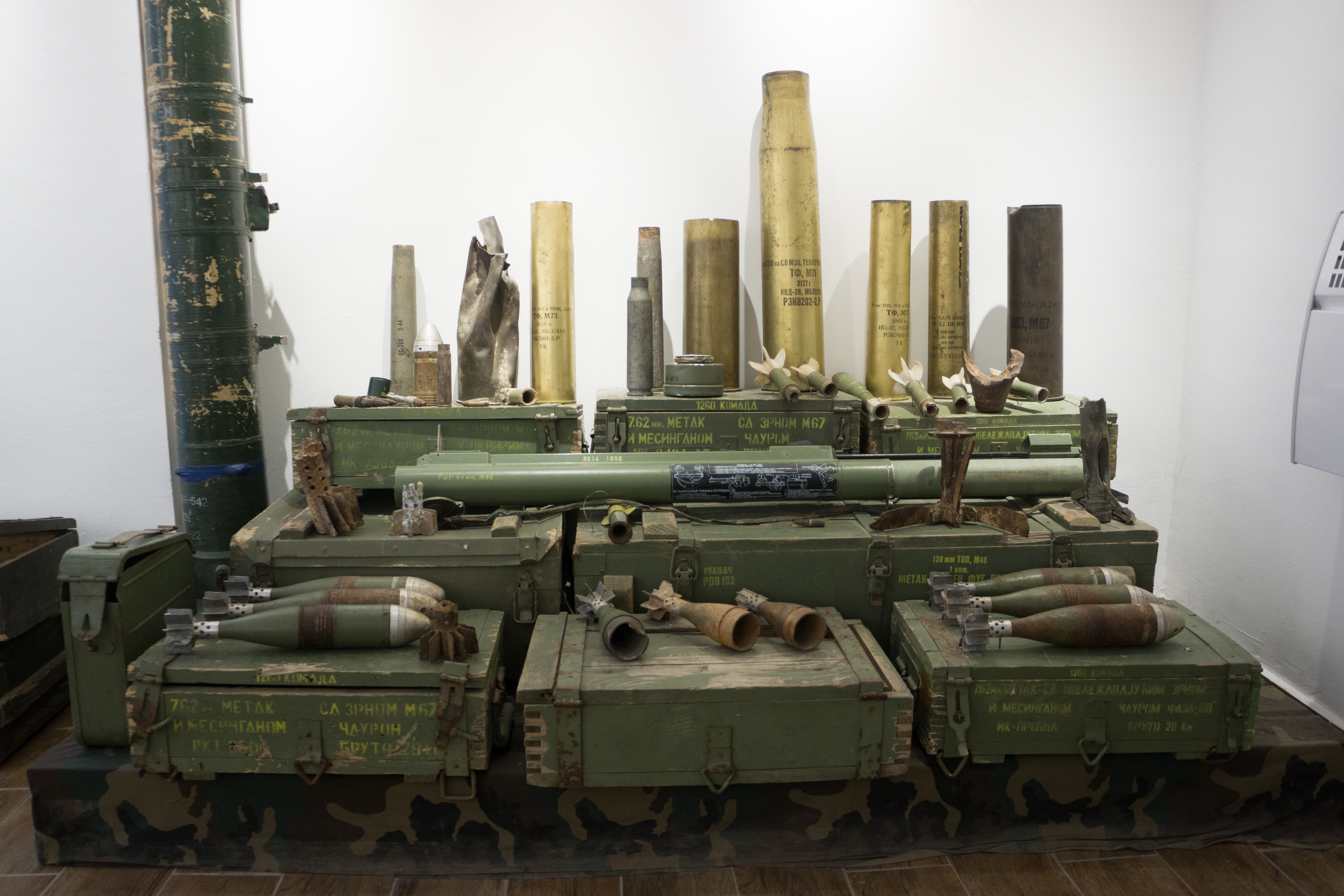
Kiállítás a Szarajevóra kilőtt lövedékekből a szarajevói Alagút-múzeumban

1992 második fele és 1993 első fele Szarajevó ostromának csúcspontja volt, és a súlyos harcok során a felek számos atrocitást követtek el. A városon kívüli szerb erők a védőket folyamatosan ágyúzták. A városon belül a szerbek ellenőrizték a legtöbb jelentős katonai stratégiai pontot és a fegyverellátást. A városban orvlövészek foglaltak állást, általánossá váltak a „Pazite, Snajper!” (Vigyázz, orvlövész!) feliratú táblák, és bizonyos különösen veszélyes utcákat, különösen a repülőtérre vezető Ulica Zmaja od Bosnét, a főutcát, olyan gyakran lőtték az orvlövészek, hogy végül már „Mesterlövészek utcájának” nevezték el. A város szenvedésének jelképévé és a szarajevói Rómeó és Júlia legenda alapjává vált egy bosnyák-szerb vegyes házaspár Admira Ismić és Boško Brkić példája, akiket mesterlövészek gyilkoltak meg, miközben megpróbálták átkelni a frontvonalon. Esetükben még azt sem lehet tudni, hogy melyik oldalról nyitottak rájuk tüzet mesterlövészek.

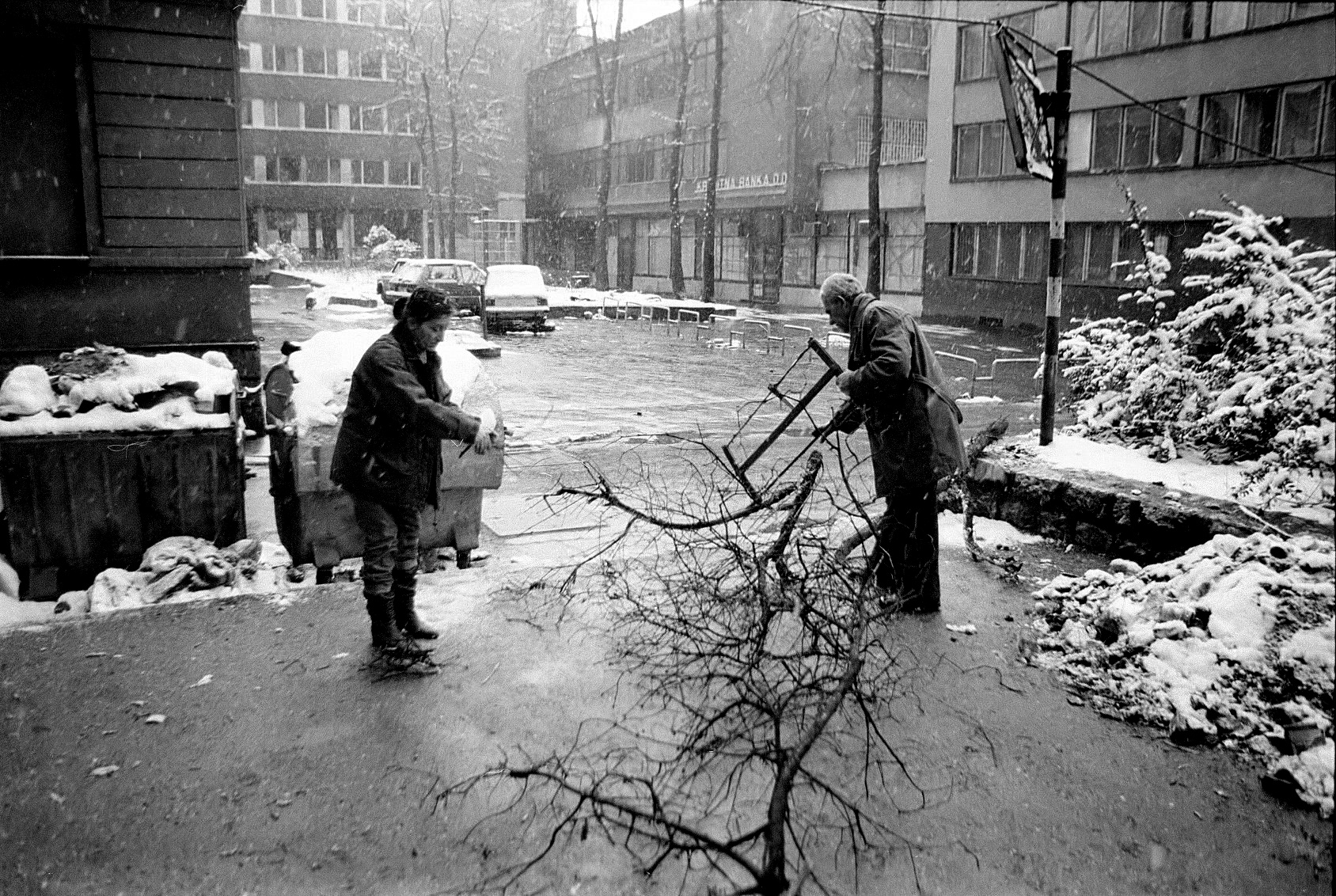
Szarajevóiak tüzifát gyűjtenek 1992-1993 telén

Szarajevó bosnyákok fennhatósága alá tartozó területein a közszolgáltatások gyorsan összeomlottak, és a bűnözési ráta az egekbe szökött. Az ostrom első évében az ARBiH 10. hegyi hadosztálya, amelyet egy szélhámos parancsnok, Mušan Topalović vezetett, a még mindig a bosnyákok fennhatósága alá tartozó területeken élő szerb civilek tömeges kivégzésének kampányába kezdett. Sok áldozatot a Szarajevó melletti Kazani pit nevű üreghez szállítottak, ahol kivégezték és egy tömegsírba temették el őket.
Boszniai szerbek offenzívákat indítottak egyes városrészek elfoglalására, különösen Novo Szarajevóban. Az ostrom ellensúlyozására 1992. május 30-án a Biztonsági Tanács követelte a szarajevói repülőtérnek a szarajevói biztonsági övezetbe való felvételét, amelyet június végén nyitottak meg az ENSZ légi szállítása előtt; és amelytől Szarajevó túlélése erősen függött. Az ostromló erőhöz képest a boszniai kormányerők nagyon rosszul voltak felfegyverkezve. A bosnyák feketepiaci bűnözők, akik a háború kezdetén csatlakoztak a hadsereghez, szerb vonalon keresztül illegálisan csempésztek fegyvereket a városba, de a városon belüli, szerbek által birtokolt állások elleni meglepetésszerű támadások többet hoztak.

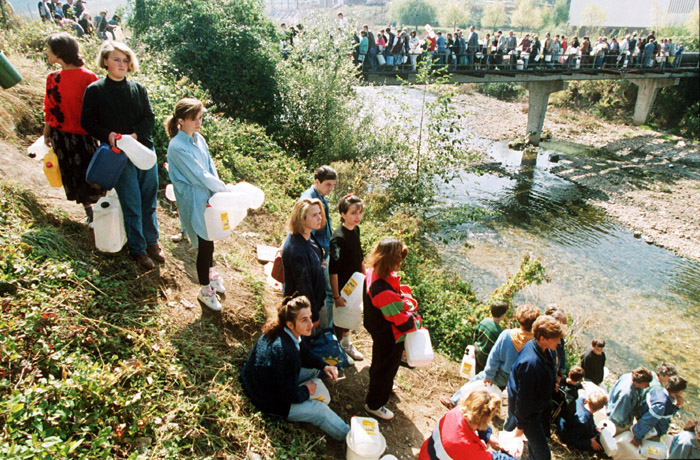
Sorbanállás vízért a szarajevói ostrom idején

A szarajevói nemzeti könyvtár (ma a szarajevói városháza) a szerb támadásban leégett; körülbelül 2 millió könyv pusztult el. A támadást Tomislav Šipčić ezredes egysége hajtotta végre. A könyvtár épületének helyreállítása körülbelül 20 évig tartott.
Az 1993 közepén elkészült szarajevói alagút jelentős eszköz volt a nemzetközi fegyverembargó megkerülésében (a boszniai konfliktusban részt vevő valamennyi félre, beleértve Szarajevó védőit is). Segített a készleteknek és a fegyvereknek eljutni a város védőihez, és lehetővé tette néhány lakos távozását.
A jelentések az ostrom alatt átlagosan 329 lövedék becsapódást jeleztek naponta, 1993. július 22-én pedig a becsapódások száma elérte a maximumot, a 3777-et. Ez a tömeges bombázás által okozott rombolás nagymértékben megrongálta a város épületeit, mind a lakossági, mind a kulturális épületeket. 1993 szeptemberére a becslések szerint gyakorlatilag az összes szarajevói épület valamilyen fokú kárt szenvedett, és 35 000 teljesen megsemmisült. A célba vett és megsemmisített épületek között voltak kórházak és egészségügyi komplexumok, média- és kommunikációs központok, ipari komplexumok, kormányzati épületek, valamint katonai és ENSZ-létesítmények. További jelentős épületek, amelyek megsérültek vagy megsemmisültek, a Bosznia-Hercegovinai elnöki rezidencia és a Nemzeti Könyvtár, amelyet felgyújtottak és porig égettek, több mint 1 500 000 kötetet megsemmisítve.

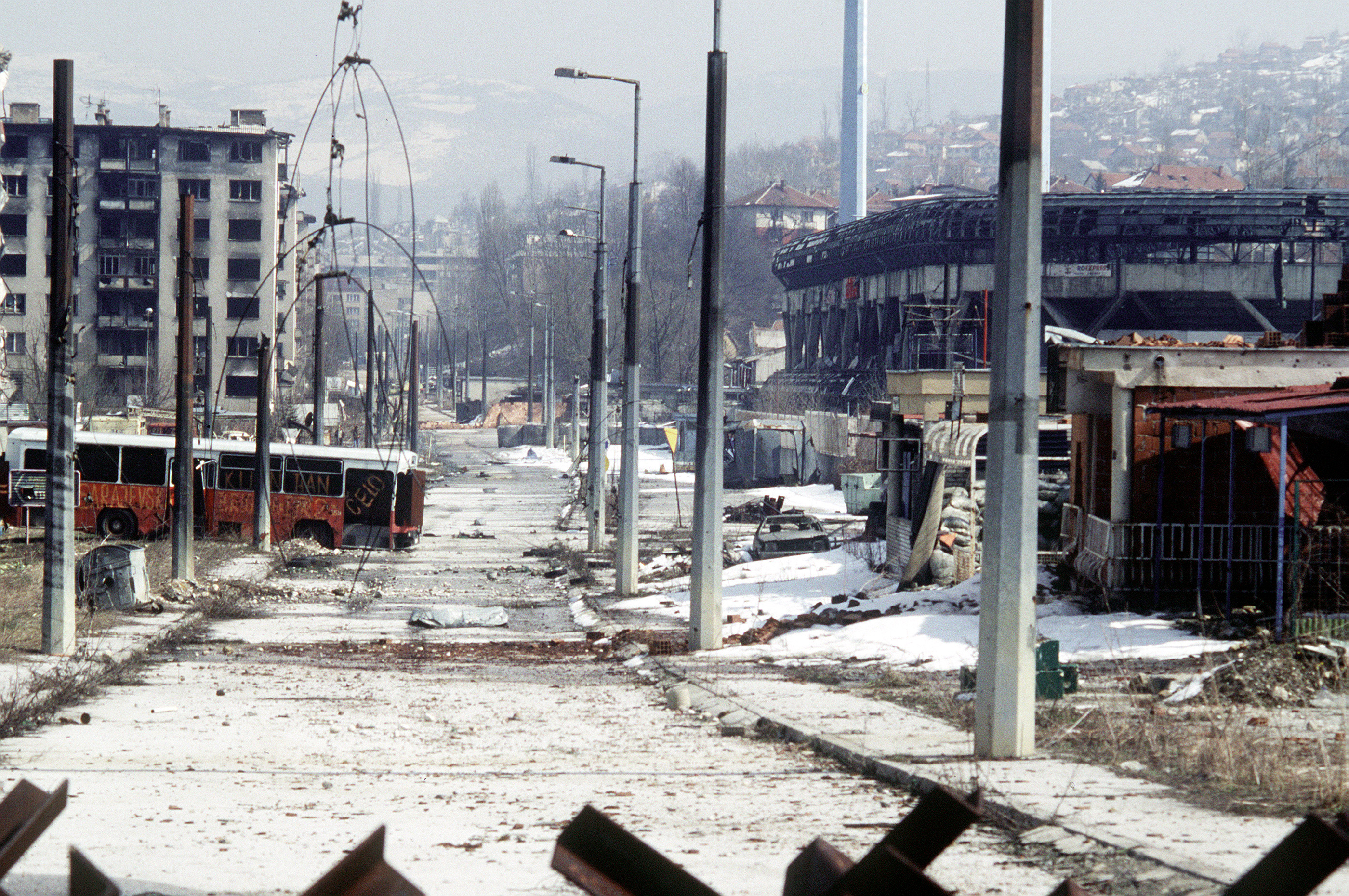
Szarajevó Grbavica nevű kerületének központja 1996 márciusában

Az ágyúzás súlyos károkat okozott a lakosoknak. A civilek tömeges, elsősorban aknavetős merényletekkel történő meggyilkolása a nyugati hírek főcímévé vált. 1993. június 1-jén 11 ember meghalt és 133-an sebesültek meg egy futballmérkőzés közben elkövetett támadásban. Július 12-én tizenkét ember vesztette életét, miközben sorban álltak vízért.
A legnagyobb emberveszteség az 1994. február 5-iki markalei piactéri mészárlás volt, amelyben 68 civil vesztette életét és 200-an megsebesültek. Az egészségügyi intézményeket túlterhelte a polgári áldozatok nagy száma, és a sebesültek csak kis része részesült olyan egészségügyi evakuációs mentőakciókban, mint az 1993-as Irma hadművelet volt.

## A NATO beavatkozása
1994. február 6-án, egy nappal az első markalei piactéri mészárlás után, Boutros Boutros-Ghali ENSZ-főtitkár hivatalosan kérte a NATO közreműködését, hogy hajtsanak végre azonnali légicsapásokat. 1994. február 9-én, egyetértve az ENSZ kérésével, a NATO Észak-atlanti Tanácsa felhatalmazta a Szövetséges Erők Dél-Európai Főparancsnokságának (CINCSOUTH) parancsnokát, Jeremy Boorda amerikai admirálist, hogy indítson légicsapásokat a Szarajevóban és környékén telepített tüzérségi és aknavetős állások ellen, amelyek az UNPROFOR megállapítása, szerint felelősek voltak a polgári célpontok elleni támadásokért. A légicsapások alkalmazását csak Görögország nem támogatta, de nem vétózta meg a javaslatot. A tanács a február 9-iki ülésén ultimátumot is intézett a boszniai szerbekhez, amelyben azt követelte, hogy február 20–21. éjfélig távolítsák el nehézfegyvereiket Szarajevó környékéről, különben légicsapásokra kell számítani. Az ultimátum teljesítése körül azonban némi zűrzavar támadt, amikor Boross Péter magyar miniszterelnök bejelentette, hogy légicsapások esetén országa légterét lezárják a NATO-repülőgépek elől. 1994. február 12-én Szarajevó 22 hónap óta (1992 áprilisa óta) az első háborúmentes napját élte. A légi hadjáratban 400 NATO-repülőgép vett részt.

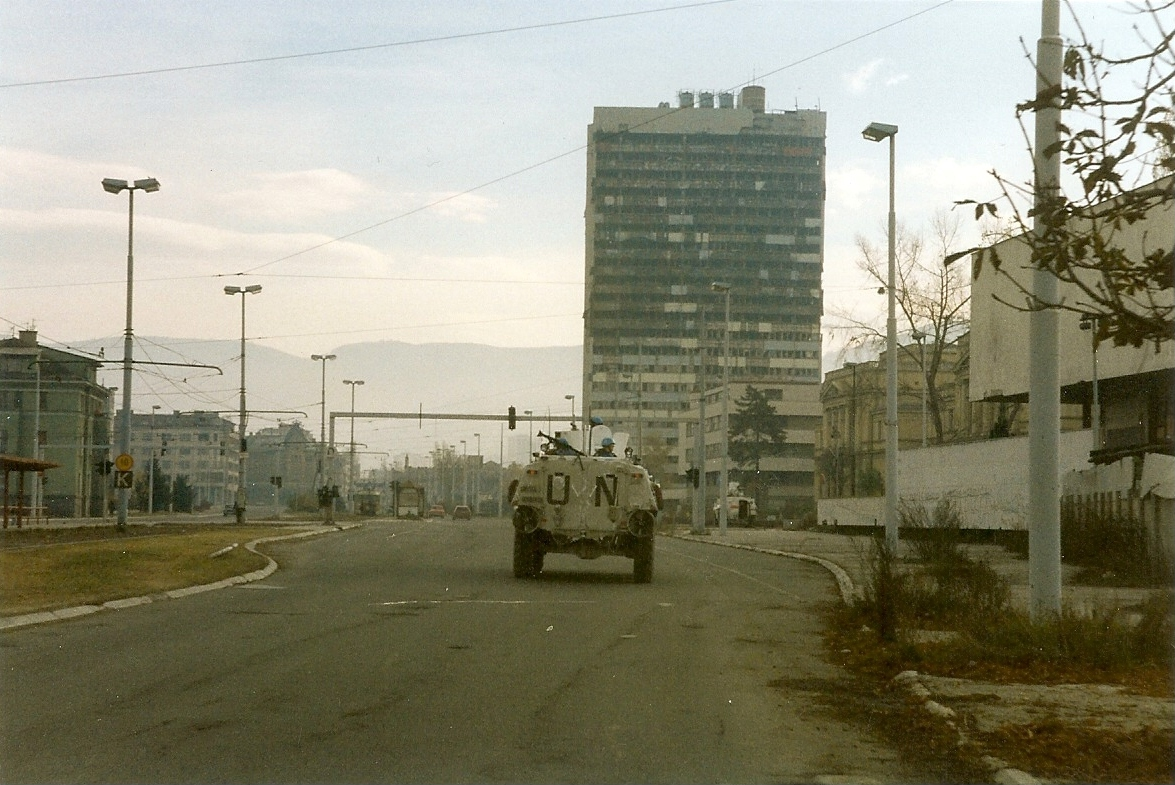
Az UNPROFOR norvég katonái járőröznek a „Mesterlövészek útján” 1995 decemberében

Augusztus 5-én a VRS több fegyvert foglalt le az Illidža fegyverraktárból, egyértelműen megsértve a tilalmi övezetre vonatkozó megállapodást. A lefoglalás során a szerbek megsebesítettek egy ukrán UNPROFOR békefenntartót. A támadásra válaszul az ENSZ ismét a NATO légi támogatását kérte. Két amerikai A-10-es repülőgép ismételten szerb célpontokra csapott le, ami arra késztette a szerbeket, hogy visszavigyék a lefoglalt fegyvereket a gyűjtőhelyre. Szeptember 22-én az UNPROFOR ismét NATO légi támogatást kért Szarajevó térségében, miután a szerb erők megtámadtak egy francia páncélos szállító harcjárművet. Válaszul két brit SEPECAT Jaguar repülőgép lecsapott és megsemmisített egy szerb tankot.
Ahogy a harcok 1995-ben fokozatosan kiszélesedtek, a boszniai muszlim erők nagyszabású offenzívát indítottak Szarajevó környékén. A támadásra válaszul a boszniai szerbek nehézfegyvereket vittek el egy ENSZ által őrzött raktárból, és megkezdték a célpontok ágyúzását. Ezen akciók megtorlásaként az ENSZ parancsnoka, Rupert Smith altábornagy ismét a NATO légicsapásait kérte. A NATO 1995. május 25-én és május 26-án tett eleget a kérésnek egy Pale közelében levő szerb lőszerlerraktár bombázásával. A küldetést az USAF F-16-osai és a Spanyol Légierő EF-18A Hornetjei, lézervezérelt bombákkal felfegyverkezve hajtották végre. A szerbek ezután 377 UNPROFOR túszt ejtettek, és emberi pajzsként használták őket különféle célpontokhoz Boszniában, arra kényszerítve a NATO-t, hogy fejezze be csapásait.

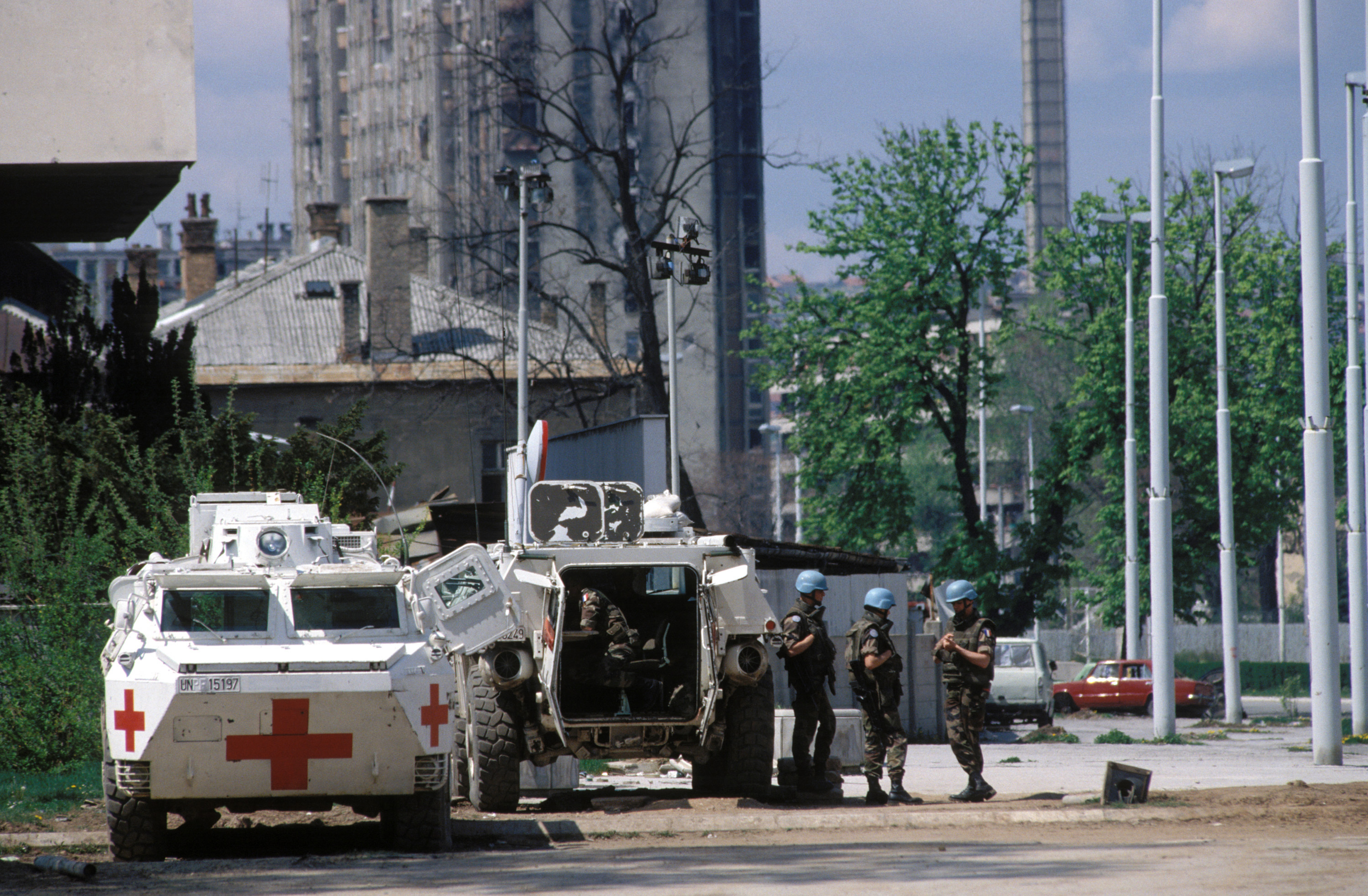
Az UNPROFOR francia katonái Szarajevóban 1996-ban

1995. május 27-én magukat francia csapatoknak kiadó szerb katonák lövés nélkül elfoglalták a Vrbanja hídjának két végén létesített két ENSZ megfigyelőállást. Az akcióban részt vevők francia egyenruhát, kabátot és sisakot viseltek, francia fegyverekkel voltak felfegyverkezve, és egy francia páncélozott szállító harcjárművet (APC) vezettek – mindezt a városon kívül fogva tartott ENSZ-békefenntartó katonáktól lopták el. A szerbek lefegyverezték a 12 békefenntartót. Tíz embert ismeretlen helyre vittek, ketten pedig emberi pajzsként a hídon maradtak. A franciák válaszul a híd északi végének visszafoglalására hat könnyű harckocsival 30 katonát küldtek. Az összecsapásban két francia katona meghalt, öten megsebesültek, négy szerb katona meghalt, négyen pedig fogságba estek. A nap végére a híd déli részét még a szerbek ellenőrizték, míg az északi részt a franciák visszafoglalták. A szerbek később elhagyták a híd déli részét is.
Az 1995. augusztus 28-iki második markalei mészárlás után, amelyben 37 ember meghalt és 90 megsebesült a nemzetközi erők határozottan az ostromlók ellen fordultak. Augusztus 30-án a NATO főtitkára bejelentette az UNPROFOR gyorsreagálású erők tüzérségi támadásaival támogatott légicsapások megkezdését. Ugyanezen a napon egy boszniai szerb vállról indítható rakétával Pale közelében lelőtt egy francia Mirage 2000-es repülőgépet.
Szeptember 1-jén a NATO és az ENSZ követelte az ostrom feloldását, a nehézfegyverek eltávolítását a Szarajevó körüli nehézfegyverzeti tilalmi zónából, és az ENSZ többi védett területének teljes biztonságát. A boszniai szerb vezetők szeptember 4-ig kaptak határidőt, addig az UNPROFOR felfüggesztette a Megfontolt erő hadművelet bombatámadásait. Mivel a nehézfegyvereket még a határidő lejártakor sem távolították el, szeptember 5-én újraindultak a légicsapások a boszniai szerb állások ellen Szarajevó környékén és a boszniai szerb főhadiszállás közelében, Palében. Szeptember 14-én ismét a hadműveletet ismét felfüggesztették, ezúttal azért, hogy lehetővé tegyék a boszniai szerbekkel kötött megállapodás végrehajtását, amely magában foglalta a nehézfegyverek kivonását a tilalmi övezetből. Végül 1995. szeptember 20-án Bernard Janvier francia tábornok (az UNPROFOR parancsnoka) és Leighton W. Smith Jr. amerikai admirális (CINCSOUTH) egyetértett abban, hogy nem szükséges újraindítani a csapásokat, mivel a boszniai szerbek eleget tettek az ENSZ feltételeinek. A Megfontolt erő hadművelet befejeződött.

## Az ostrom feloldása

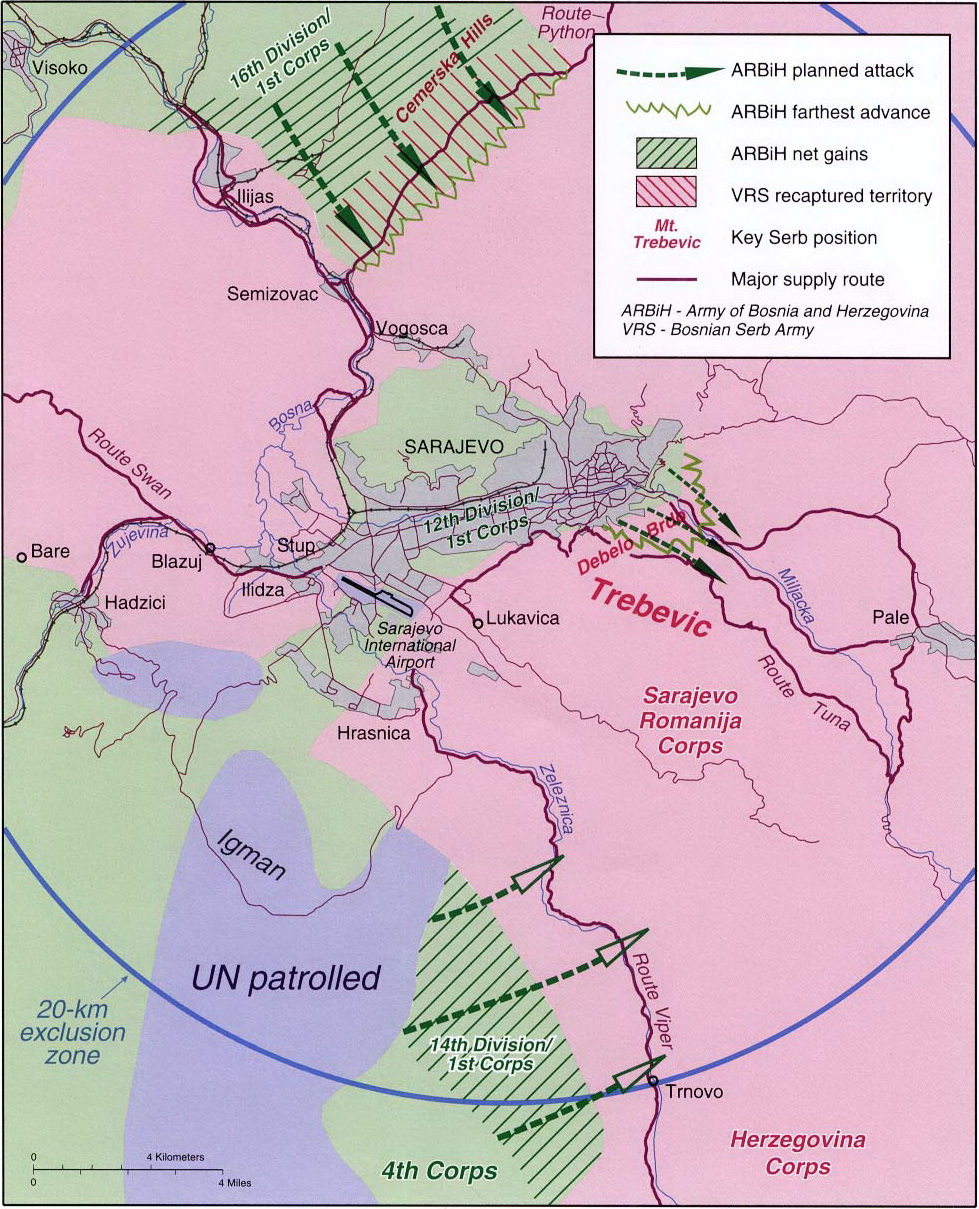
A bosnyák hadsereg szarajevó környéki támadó hadműveletei 1995. június 25. és 22. között

A helyszíni harcok fokozódtak, amikor a közös bosnyák és horvát erők támadásba lendültek. A szerbeket lassan visszaszorították Szarajevóban és másutt is, ami végül lehetővé tette a város fűtési, áram- és vízellátásának helyreállítását. 1995 októberében a felek tűzszünetet kötöttek. December 14-én a daytoni békeszerződés elhozta a békét az országnak, és stabilizációhoz vezetett.
Az ostrom egyik utolsó ellenséges cselekménye 1996. január 9-én 18 óra körül történt, amikor egy rakéta-meghajtású gránátot lőttek a Szarajevó főutcáján futó villamosra. A támadásban meghalt egy 55 éves nő, Mirsada Durić és 19 másik személy megsebesült. A gránátot az akkoriban a szerbek által birtokolt Grbavica környékéről lőtték ki. A támadást követően az Implementation Force (IFOR) francia csapatai átkutatták az épületet, ahonnan a gránátot kilőtték, de nem fogták el az elkövető(ke)t. Végül soha senkit nem tartóztattak le a támadás miatt.
1996. február 29-én, amikor a boszniai szerb erők elhagyták állásaikat a városban és környékén a boszniai kormány hivatalosan is bejelentette Szarajevó ostromának végét. Ezt követően több mint 70 000 szarajevói szerb hagyta el a város muszlimok által ellenőrzött kerületeit, és minden holmijukat magukkal hozva a Boszniai Szerb Köztársaságba költöztek.

## Következmények

### Az áldozatok

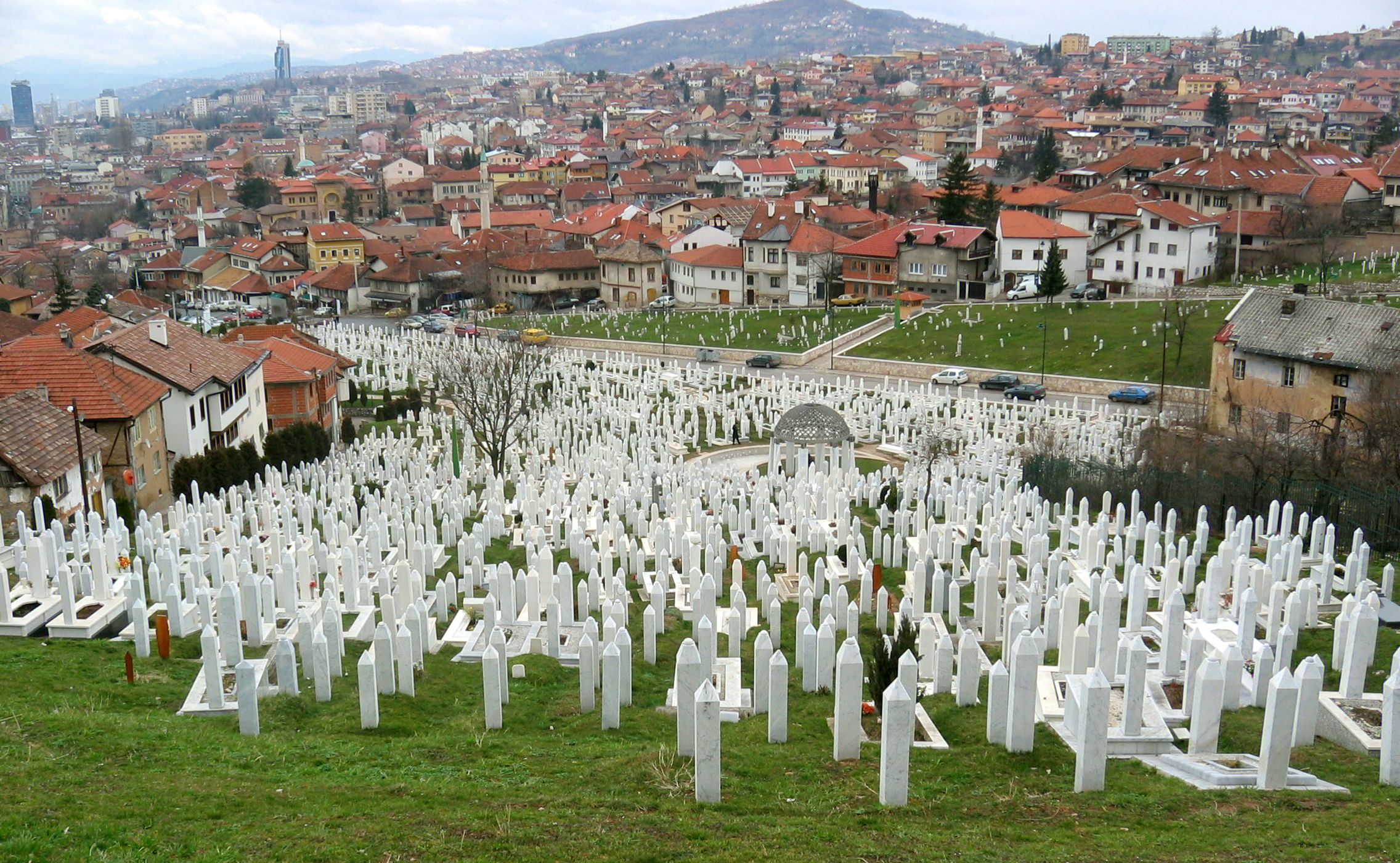
A háború áldozatai számára létesített Kovači mártírtemető a belvárosban

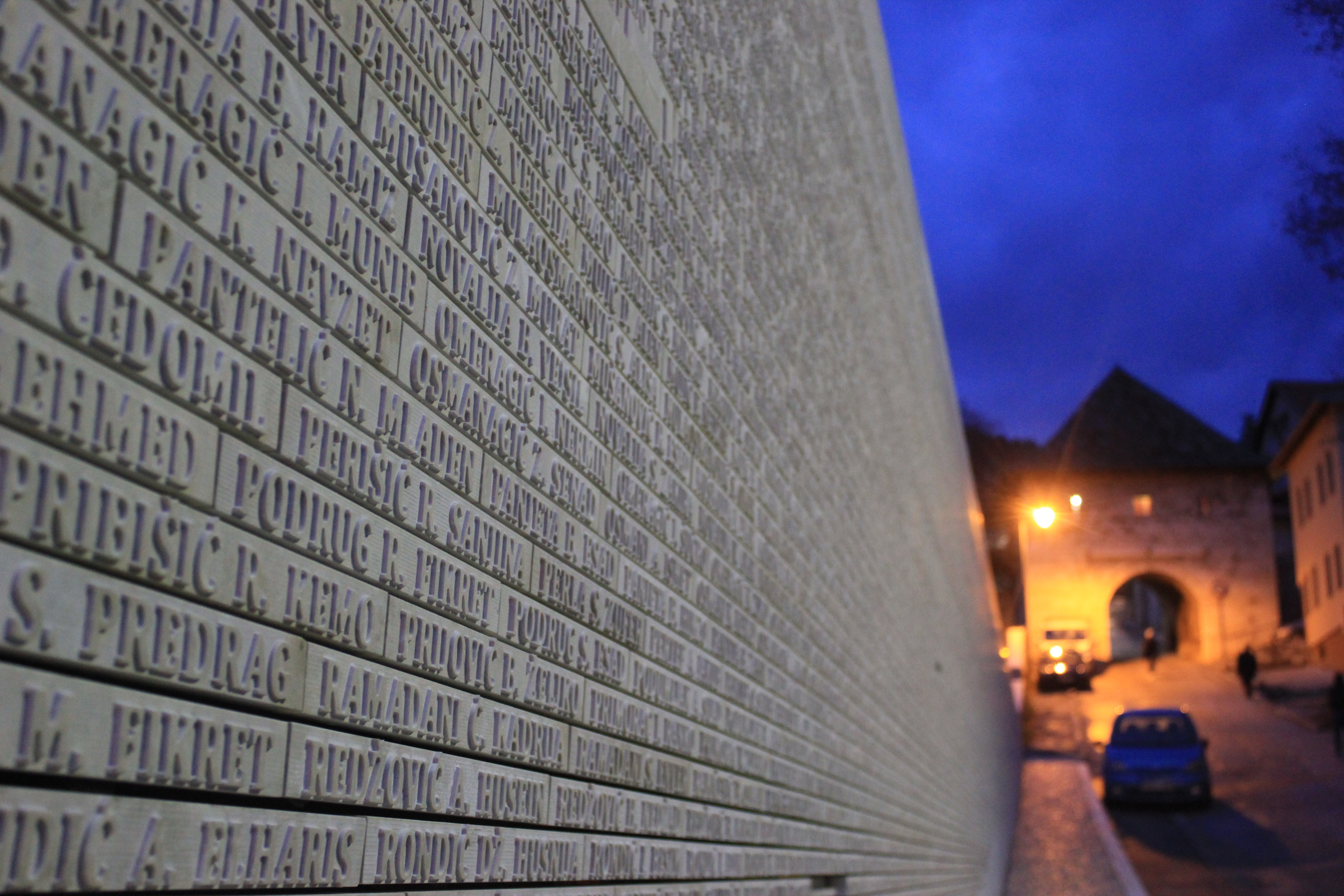
Az áldozatok nevei a Kovači temető melletti falon

Az ostromolt város lakossága nemcsak bosnyákokból és horvátokból állt, hanem a városban maradt szerbekből is, akiket az ostromló VRS-csapatok tüze ölt meg. Az 1991-es népszámlálás azt mutatja, hogy az ostrom előtt a városnak és környékének 525 980 lakosa volt. Becslések szerint az ostrom előtt a város lakossága 435 000 volt. A jelenlegi lakosságra vonatkozó becslések 300 000 és 380 000 között mozognak. 1994-ben egy 315 napos halálozási számról benyújtott jelentés arra a következtetésre jutott, hogy 2474 ember halt meg, azaz naponta átlagosan körülbelül nyolcan haltak meg a városban. A 306 napos sebesültek teljes számáról szóló jelentés arra a következtetésre jutott, hogy 13 472-en sebesültek meg, átlagosan körülbelül 44-en naponta. Ugyanez a jelentés közel 10 000-re becsülte a városban meghalt vagy eltűnt emberek számát, köztük több mint 1500 gyermek volt. További 56 000 ember sebesült meg, köztük közel 15 000 gyerek. Az ICTY által a háború után készített jelentés szerint 4548 ARBiH katonát és 4954 szarajevói civilt öltek meg. A szarajevói kutatási és dokumentációs központ (RDC) megállapította, hogy az ostromban összesen 13 952 ember vesztette életét: 9429 bosnyák, 3 573 szerb, 810 horvát és 140 másik. Közülük 6137 ARBiH katona volt, 2241 pedig a JNA vagy a VRS katonája volt. Az elesett ARBiH katonák közül 235 szerb, 328 horvát, a többi bosnyák volt. Az ostrom során Szarajevóban elesett emberek 60 százaléka katona volt. Az összes halálos áldozat 44 százaléka az ARBiH állományába tartozott. Az ostrom során összesen 5434 civil halt meg, köztük 3855 bosnyák, 1097 szerb és 482 horvát. Az ostrom alatt elesettek több mint 66 százaléka bosnyák, 25,6 százaléka szerb, 5,8 százaléka horvát, 1 százaléka pedig egyéb. A boszniai háború összes halálos áldozatának körülbelül 14,5 százaléka az ostromlott Szarajevóban történt. A Bosznia-Hercegovinai Föderáció hatóságainak becslései szerint legalább 150 szarajevói szerb civilt öltek meg a kormányerők, míg a szerbek és a Boszniai Szerb Köztársaság tisztviselői között egyes nacionalista csoportok sok ezerre teszik a számot. A boszniai szerb állítások alátámasztására tett erőfeszítések azonban nem voltak meggyőzőek.

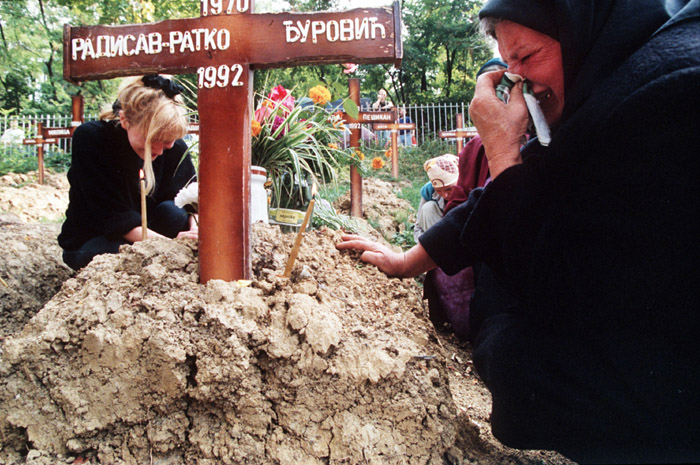
Síró nők egy friss sírhantnál 1992-ben

Az UNICEF jelentése szerint a városban élő 65-80 ezer gyermek közül legalább 40%-ra közvetlenül lőttek már rá orvlövészek; 51% látott már valakit meghalni; 39%-uk látta egy vagy több családtagját meghalni; 19%-uk volt szemtanúja mészárlásnak; 48%-uk otthonában lakott valaki más; 73%-uknak megtámadták vagy ágyúzták az otthonát; és 89%-uk élt már földalatti menedékhelyen. Valószínű, hogy az ostrom alatt elszenvedett lelki trauma súlyosan megviseli majd ezeknek a gyerekeknek az életét az elkövetkező években. A sok áldozat és a háborús körülmények miatt Szarajevóban és környező területein ideiglenes temetők találhatók. A parkokat, sportpályákat és más szabad tereket temetőként hasznosították. Az egyik ilyen helyszín az 1984-es téli olimpiára épített sportkomplexum. Egy 1994-es jelentés megállapította, hogy „az ostrom a város lakosságának pszichéjére és jövőjére is komoly hatással volt. A boszniai kormány a szarajevóiak öngyilkossági arányának emelkedéséről, az abortuszok számának csaknem megduplázódásáról és a születések számának 50%-os visszaeséséről számolt be, azóta, mióta az ostrom elkezdődött.”
Az ostrom alatt meggyilkolt 521 gyermek nevével ellátott emlékművét 2010. május 9-én avatták fel, további 500 gyermek esetét pedig még vizsgálják.

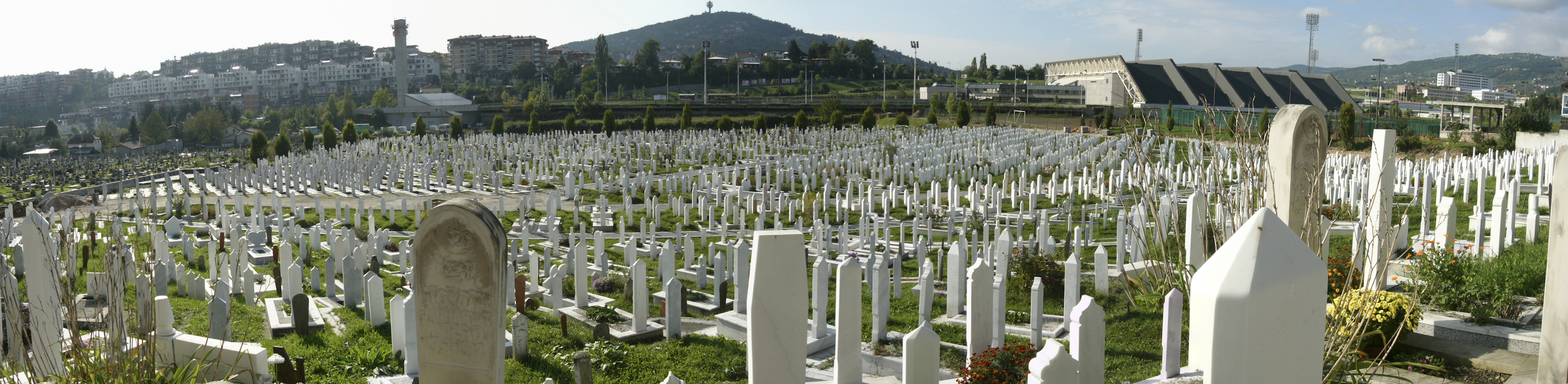
A Hazafias Liga Mezarje stadioni temetője Szarajevóban

### A várost ért károk

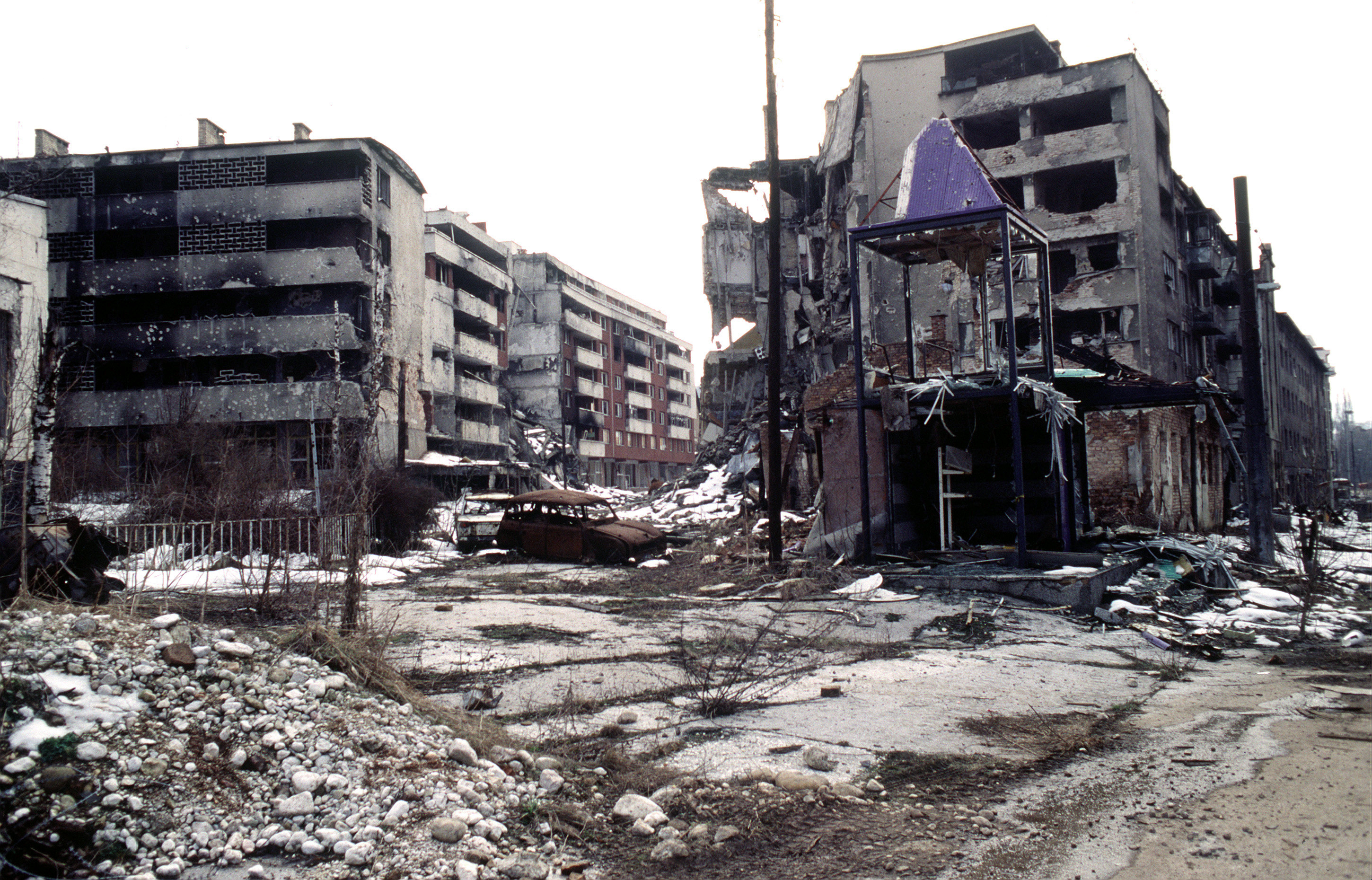
A Grbavica városrész súlyosan sérült lakóházai

Az ostrom következtében a Szarajevót ért anyagi és egyéb javakban okozott károk különösen védett célpontokat, például kórházakat és orvosi komplexumokat, egészségügyi létesítményeket (beleértve a mentőket) és egészségügyi személyzetet, valamint kulturális javakat, például a Keleti Intézet kéziratgyűjteményét tartalmazták. Szarajevóban volt a világ egyik leggazdagabb keleti kéziratgyűjteménye. Az ostromlóknak kulturális javak elpusztítására irányuló törekvését meghatározó esemény történt 1992. augusztus 25-én éjszaka, amikor egy gyújtólövedékekkel történő bombázás során a Bosznia-Hercegovina Nemzeti és Egyetemi Könyvtárát ért találat a központi könyvtár teljes megsemmisüléséhez vezetett. A könyvtár a boszniai írott kultúra tárháza és az egész Balkán jelentős kulturális központja volt. A veszteségek között mintegy 700 kézirat és inkunábulum, valamint egy egyedülálló boszniai gyűjtemény volt, amelyek egy része a 19. század közepéről, boszniai kulturális újjászületés idejéből származott. Az elveszett örökség egy részének helyreállításában a könyvtárak szerte a világon adományok és e-szövegek révén összefogtak, a kibertérben építve újjá a könyvtárat.

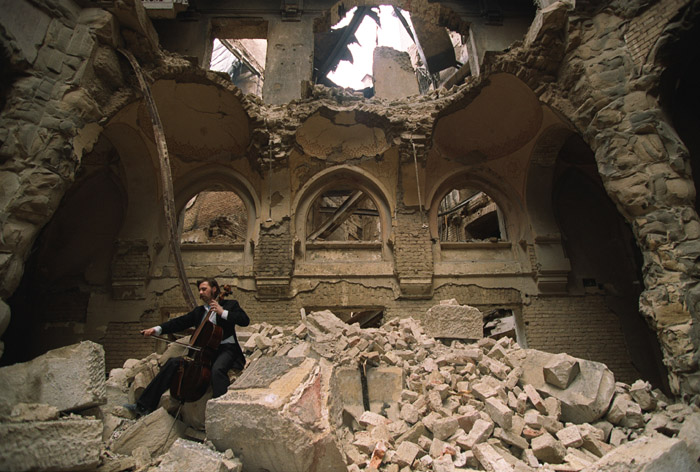
Vedran Smailović csellójátéka a Nemzeti Könyvtár romjai között

A polgári tulajdon elleni támadások katonai szempontból szintén indokolatlanok voltak, melyeket a nemzetközi egyezmények is tiltanak. A boszniai kormány becslései szerint az ágyúzások több mint 10 000 lakást semmisítettek meg, és több mint 100 000 másikban keletkeztek károk. A város többi épületének 23%-a súlyosan, 64%-a részben, 10%-a pedig enyhén sérült meg. Az Európa Tanács Kulturális és Oktatási Bizottsága jelentésében kommentálta a város épületi kárait. A bizottság kijelentette:
|  | „Nyilvánvaló, hogy Szarajevó súlyosan szenvedett támadóitól. A folyamatos szenvedés és a mindennapi élet nehézségei miatti nyilvánvaló emberi költségek mellett a városszerkezet is komoly károkat szenvedett. Az infrastruktúra (vízelvezetés, villany, telefonszolgáltatás stb.) súlyosan megsérült. A legtöbb épület jelentősen megsérült, és valószínűleg minden épület szenvedett kisebb-nagyobb károkat (üvegtörés stb.). Egyes épületek teljesen megsemmisültek, beleértve az ókori műemlékeket (például a könyvtárat), valamint számos modern acélvázas épületet (például az Unis épületet), amelyek néhány esetben egyszerűen összedőltek. A becslések szerint 35 000 lakás is megsemmisült az elmúlt évben.” |
|  | |

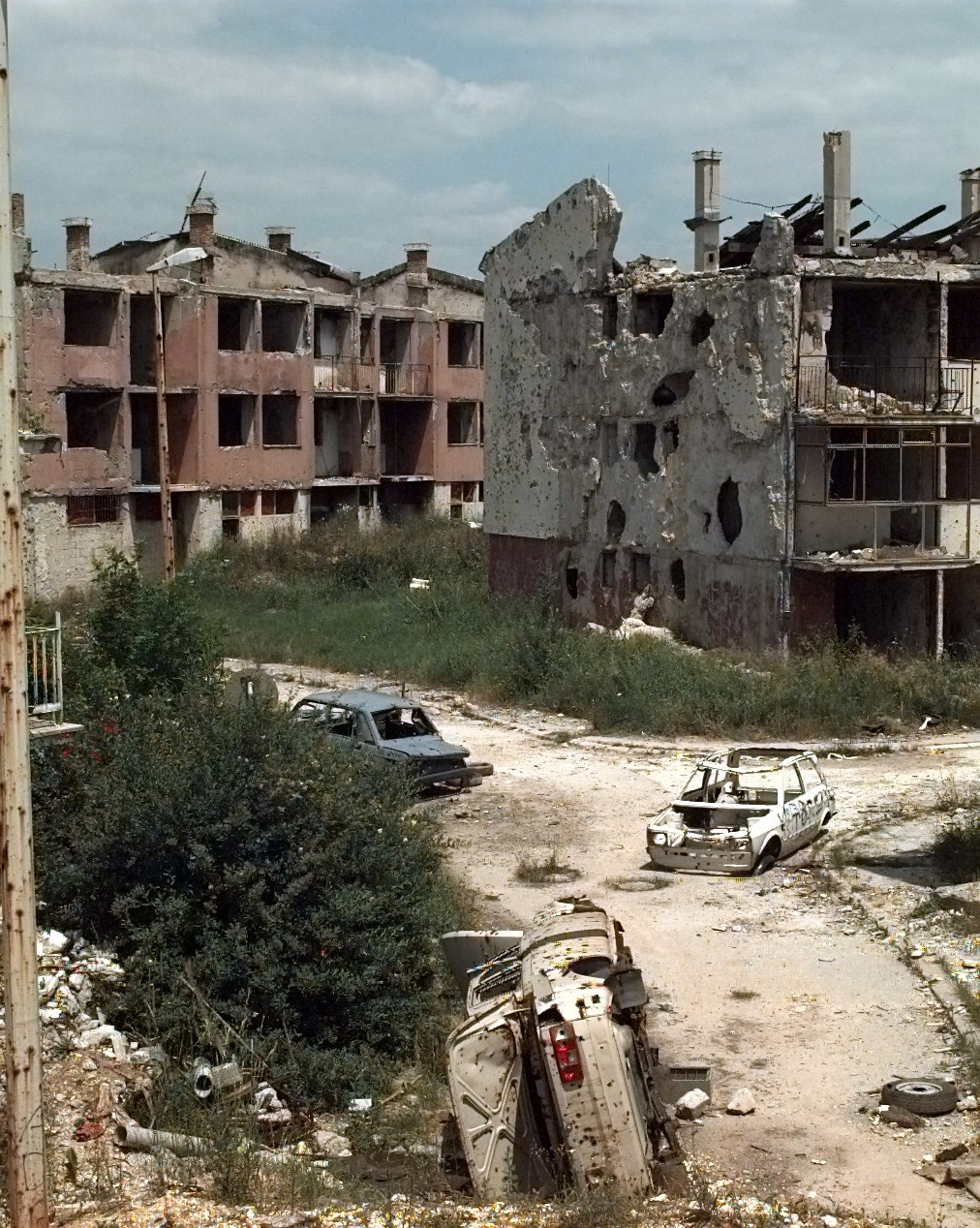
A Dobrinja nevű kerület házai az ostrom után

Szarajevó lakossága az ostrom bizonyos szakaszaiban akár hat hónapig is kibírta gáz-, áram- és vízellátás nélkül. Szarajevóban jelentősen növekedett a teljesen felújított és újrafoglalt épületek száma. 2017-ben azonban még mindig sok súlyosan sérült épület maradt.
Bár a város az etnikumok közötti kapcsolatok szép példája volt, az ostrom drámai etnikai változásokat hozott. A várost elhagyó menekültek ezrei mellett sok szarajevói szerb távozott a Boszniai Szerb Köztársaságba, és a szarajevói szerbek aránya az 1991-es több mint 30%-ról 2002-re alig több mint 10%-ra csökkent. Novo Sarajevóból, amely ma a Boszniai Szerb Köztársaság része, Kelet-Szarajevó lett, ahol ma a háború előtti szerb lakosság nagy része él.
Az új építkezések és a külföldi tőkebefektetések Szarajevót a volt Jugoszlávia talán leggyorsabban növekvő városává tették. A lakosság száma 2002-ben 401 000 főre nőtt, ami már csak 20 000 fővel kevesebb, mint az 1991 előtti népszámlálás becslése.

## Az ICTY vizsgálatai
2003. december 5-én a volt Jugoszláviával foglalkozó Nemzetközi Törvényszék (ICTY) a Szarajevó elleni ágyúzás és mesterlövész terrortámadások miatt, beleértve az első markalei mészárlást is, elítélte a Sarajevo-Romanija Hadtest első parancsnokát, Stanislav Galić tábornokot. Galićot életfogytiglani börtönbüntetésre ítélték az ostrom alatt elkövetett emberiesség elleni bűncselekmények miatt.
A Stanislav Galić elleni ügyben az ügyészség vádbeszédében azt állította, hogy:
|  | „Szarajevó ostroma, ahogyan az közismertté vált, olyan hírhedt epizód volt a volt Jugoszlávia konfliktusában, hogy ahhoz, hogy párhuzamot találjunk az európai történelemben a második világháborúig kell visszamenni. Azóta egy hivatásos hadsereg sem folytatott ilyen szünet nélküli, erőszakos hadjáratot egy európai város lakói ellen, hogy a középkori nélkülözés állapotába süllyeszthesse és állandó halálfélelemben tartsa őket. A vádiratban szereplő időszakban egyetlen szarajevói számára sem volt biztonságos hely a támadásoktól, sem otthon, sem az iskolában, sem a kórházban.” |
|  | – A vádbeszéd, a Stanislav Galić elleni ICTY-perben, 2003. |

2007-ben Dragomir Milošević tábornokot, aki Galićot váltotta a Sarajevo-Romanija Hadtest parancsnokaként, bűnösnek találták a Szarajevó és polgárai ellen 1994 augusztusától 1995 végéig tartó ágyúzásokban és mesterlövészek terrorakcióiban, beleértve a második markalei mészárlást is, és 29 év börtönbüntetésre ítélték. Az ICTY arra a következtetésre jutott, hogy a város Markale nevű piacát 1995. augusztus 28-án egy 120 mm-es aknavető lövedék találata érte, mely a Sarajevo-Romanija hadtest állásaiból származott. 2011-ben a Jugoszláv Hadsereg vezérkari főnökét, Momčilo Perišić tábornokot 27 év börtönbüntetésre ítélték gyilkosságban való közreműködésért, mert a felügyelete alatt álló jugoszláv hadsereg „nagyszabású logisztikai támogatást nyújtott lőszer, üzemanyag és pótalkatrészek”, valamint „szükséges szakértői segítséggel” a VRS-nek az ostrom alatt. A vezérkar 1994-es becslése szerint a VRS körülbelül 25 millió golyót és több mint 7500 lövedéket kapott a jugoszláv hadseregtől ahhoz, hogy megvívja a boszniai háborút. A bírák azonban úgy ítélték meg, hogy Perišić nem gyakorolt tényleges ellenőrzést a VRS tisztek felett, akik nagyrészt az utasításaitól függetlenül harcoltak, mégis fizetést és juttatást kaptak Belgrádtól. 2013-ban Perišić ítéletét hatályon kívül helyezték, és kiengedték a börtönből.
Radovan Karadžić boszniai szerb vezetőt életfogytiglani börtönbüntetésre ítélték. Végül 2017. november 22-én Ratko Mladić tábornokot életfogytiglani börtönbüntetésre ítélték.

## Fordítás
Ez a szócikk részben vagy egészben  a   Siege of Sarajevo című angol Wikipédia-szócikk ezen változatának fordításán alapul.  Az eredeti cikk szerkesztőit annak laptörténete sorolja fel. Ez a jelzés csupán a megfogalmazás eredetét és a szerzői jogokat jelzi, nem szolgál a cikkben szereplő információk forrásmegjelöléseként.